# Trại tập trung Auschwitz
Trại tập trung Auschwitz (tiếng Đức: Konzentrationslager Auschwitz, hay KZ Auschwitz [kɔntsɛntʁaˈtsi̯oːnsˌlaːɡɐ ˈʔaʊʃvɪts] ⓘ) là một mạng lưới các trại tập trung và trại hủy diệt do Đức Quốc Xã dựng lên tại vùng lãnh thổ Ba Lan bị nước này thôn tính trong Chiến tranh thế giới thứ hai. Trại bao gồm Auschwitz I (trại đầu tiên), Auschwitz II–Birkenau (tổ hợp trại tập trung và trại hủy diệt), Auschwitz III–Monowitz (trại lao động cung cấp nhân lực cho nhà máy của IG Farben) và 45 trại vệ tinh.
Auschwitz I ban đầu được xây dựng để giam giữ tù nhân chính trị Ba Lan, những người này bắt đầu đến trại vào tháng 5 năm 1940. Đợt hành quyết tù nhân đầu tiên diễn ra vào tháng 9 năm 1941 và Auschwitz II–Birkenau đã tiến đến trở thành địa điểm thực thi chính của kế hoạch "Giải pháp cuối cùng cho vấn đề Do Thái". Giai đoạn từ đầu năm 1942 đến cuối năm 1944, những chuyến tàu vận chuyển đã đưa người Do Thái từ khắp mọi vùng lãnh thổ châu Âu do Đức chiếm đóng đến các phòng hơi ngạt của Auschwitz, nơi họ bị giết bằng thuốc trừ sâu Zyklon B. Có ít nhất 1,1 triệu tù nhân đã bỏ mạng ở Auschwitz, khoảng 90% trong số đó là người Do Thái; tính ra thì cứ 6 người Do Thái bị giết trong vụ Holocaust thì 1 người là ở Auschwitz. Những thành phần khác bị trục xuất đến trại gồm có 150.000 người Ba Lan, 23.000 người Di-gan, 15.000 tù binh chiến tranh Liên Xô, 400 tín hữu Nhân chứng Jehovah, và hàng chục ngàn người sở hữu các quốc tịch khác nhau, trong đó có một số lượng không rõ người đồng tính. Hầu hết những người không bị giết trong các phòng hơi ngạt đã chết vì đói, lao động quá sức, bệnh tật, hành quyết đơn lẻ, và các thí nghiệm y khoa.
Trong chiến tranh, trại có 7.000 cán bộ nhân viên đến từ tổ chức Schutzstaffel (SS). Khoảng 12% trong số này về sau đã bị kết án là tội phạm chiến tranh. Một số người, trong đó có sĩ quan chỉ huy Rudolf Höss, bị xử tử. Quân Đồng Minh không tin vào các báo cáo ban đầu về những hành động tàn ác và việc họ không tiến hành ném bom Auschwitz hay các tuyến đường ray dẫn tới trại hiện vẫn còn là một vấn đề gây tranh cãi. Tổng cộng có 144 tù nhân đào thoát thành công khỏi Auschwitz được biết đến. Ngày 7 tháng 10 năm 1944, hai đơn vị Sonderkommando — những tù nhân xử lý phòng hơi ngạt — đã tiến hành một cuộc nổi dậy ngắn nhưng bất thành.
Vào lúc Hồng quân Liên Xô đến Auschwitz trong tháng 1 năm 1945, hầu hết số người ở trại đã di tản và trải qua một chuyến đi tử thần. Ngày 27 tháng 1 năm 1945, thời điểm mà các tù nhân còn lại trong trại được giải phóng, nay là ngày tưởng niệm Holocaust quốc tế. Trong những thập kỷ tiếp theo, những người sống sót như Primo Levi, Viktor Frankl, Elie Wiesel đã viết hồi ký về trải nghiệm của họ ở Auschwitz và khu trại đã trở thành biểu tượng chủ đạo của Holocaust. Vào năm 1947, Ba Lan thành lập một bảo tàng tại vị trí của Auschwitz I và II và đến năm 1979 trại đã được UNESCO công nhận là di sản thế giới.

## Lịch sử

### Bối cảnh
Sự phân biệt đối xử nhằm vào người Do Thái bắt đầu ngay lập tức sau khi phe quốc xã lên nắm quyền ở Đức vào ngày 30 tháng 1 năm 1933. Một đạo luật thông qua vào ngày 7 tháng 4 năm đó (Gesetz zur Wiederherstellung des Berufsbeamtentums; trực dịch: Luật vì sự phục hồi của ngành dân chính chuyên nghiệp) đã khai trừ gần như toàn bộ người Do Thái khỏi ngành pháp lý và dân chính. Pháp chế tương tự đã sớm tước bỏ quyền hành nghề của người Do Thái đối với các loại nghề nghiệp khác. Chế độ đã sử dụng bạo lực và áp lực kinh tế để động viên người Do Thái tình nguyện rời đất nước. Các hoạt động kinh doanh của người Do Thái bị tẩy chay và cách ly khỏi thị trường, quảng cáo trên báo bị cấm, và họ không được phép quan hệ với chính quyền. Ngoài ra người Do Thái còn phải chịu đựng sự sách nhiễu và những cuộc tấn công bạo lực.
Vào tháng 9 năm 1935 các đạo luật Nürnberg được ban hành với nội dung ngăn cấm việc kết hôn cũng như những mối quan hệ ngoài hôn nhân giữa người Do Thái và người dòng dõi Đức và cấm thuê phụ nữ Đức dưới 45 tuổi làm người hầu trong các gia đình Do Thái. Luật tư cách công dân Đế chế tuyên bố chỉ những người gốc Đức hay dòng dõi liên quan mới được định nghĩa là công dân, bởi vậy người Do Thái và các nhóm dân tộc thiểu số khác đã bị tước bỏ tư cách công dân Đức. Cho đến thời điểm chiến tranh thế giới thứ hai bùng nổ vào năm 1939, đã có khoảng 250.000 trong số 437.000 người Do Thái Đức di cư đến Mỹ, Palestine, Anh và các quốc gia khác.
Ý thức hệ của chủ nghĩa quốc xã quy tụ các yếu tố bài Do Thái, thanh lọc chủng tộc, thuyết ưu sinh; kết hợp với chủ nghĩa toàn Đức và chủ nghĩa bành trướng lãnh thổ với mục tiêu chiếm được nhiều Lebensraum (không gian sống) cho dân tộc Đức. Chế độ quốc xã nỗ lực giành lấy lãnh thổ mới bằng việc xâm lược Ba Lan, Liên Xô và dự định trục xuất hoặc tiêu diệt người Do Thái và người Slav sinh sống ở các quốc gia này, những đối tượng được cho là hạ đẳng so với chủng tộc thượng đẳng Arya. Sau cuộc xâm lược Ba Lan trong tháng 9 năm 1939, lãnh tụ Đức Quốc xã Adolf Hitler đã ra lệnh tận diệt giới lãnh đạo và tri thức Ba Lan. Có khoảng 65.000 dân thường đã bị giết tính đến cuối năm 1939. Bên cạnh những lãnh đạo Ba Lan, Quốc xã còn sát hại người Do Thái, gái mại dâm, người Di-gan, và người mắc bệnh tâm thần. Vào ngày 21 tháng 9, SS-Obergruppenführer (trung tướng SS) Reinhard Heydrich, thủ lĩnh Gestapo, đã ra lệnh vây bắt và tập trung người Do Thái vào trong các thành phố có hệ thống đường sắt phù hợp. Ý định ban đầu của Quốc xã là trục xuất người Do Thái đến những nơi xa hơn về phía đông, hoặc có thể là tới đảo Madagascar ở Ấn Độ Dương.

### Auschwitz I

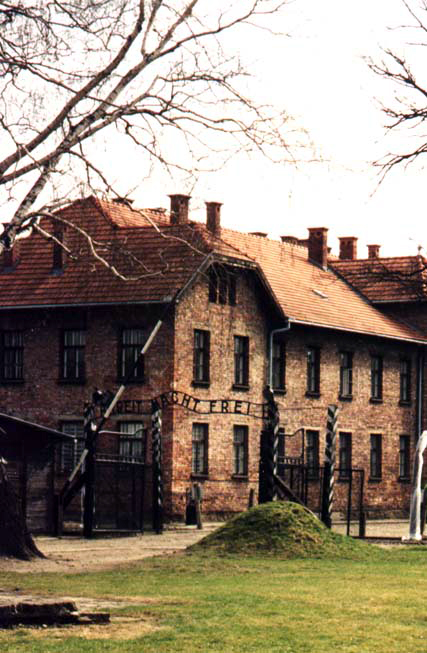
Cổng vào Auschwitz I, tọa độ

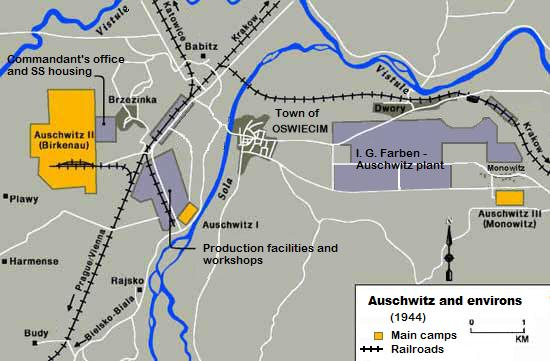
Vị trí của ba trại chính (màu vàng, 1944)

Sau khi một phần Ba Lan bị Đức Quốc Xã thôn tính, thị trấn Oświęcim (Auschwitz) về mặt hành chính đã thuộc nước Đức, nằm ở tỉnh Thượng Silesia, Thượng Đông Silesia, Landkreis Bielitz. SS-Oberführer Arpad Wigand đề xuất nơi đây làm điểm xây dựng một trại tập trung dành cho những tù nhân người Ba Lan. Wigand là phụ tá của Erich von dem Bach-Zelewski, Höherer SS- und Polizeiführer (thủ lĩnh cảnh sát và SS cấp cao) của Silesia và đang tìm nơi chứa tù nhân vì các nhà tù địa phương nay đều đã hết chỗ. Richard Glücks, người đứng đầu Cơ quan thanh tra các trại tập trung, đã cử cựu sĩ quan chỉ huy trại tập trung Sachsenhausen Walter Eisfeld đến để kiểm tra địa điểm. Lúc đó nơi này có 16 tòa nhà một tầng đổ nát từng là doanh trại quân đội của Áo và sau này là của Ba Lan, và một trại dành cho những lao động tạm thời. Tháng 4 năm 1940, Reichsführer-SS (thống chế SS) Heinrich Himmler phê chuẩn địa điểm này và định dùng nó làm nơi giam giữ tù nhân chính trị. Việc xây dựng trại do SS-Obersturmbannführer (trung tá SS) Rudolf Höss, sĩ quan chỉ huy đầu tiên, giám sát. SS-Obersturmführer (trung úy SS) Josef Kramer được bổ nhiệm làm phụ tá của Höss. Auschwitz I, trại đầu tiên, đã trở thành trung tâm hành chính của toàn khu phức hợp.
Cư dân địa phương, trong đó có 1.200 người sinh sống trong những căn lều xung quanh doanh trại, bị xua đuổi. 17.000 cư dân Ba Lan và Do Thái ở phía tây Oświęcim bị đuổi khỏi khu vực xung quanh trại trong các năm 1940-41. Giới chức Đức còn ra lệnh trục xuất người Ba Lan ở làng Broszkowice, Babice, Brzezinka, Rajsko, Pławy, Harmęże, Bór, và Budy đến Generalgouvernement. Công dân Đức sẽ được giảm thuế và hưởng những lợi ích khác nếu chuyển đến khu vực này. Cho tới tháng 10 năm 1943, đã có hơn 6.300 người Đức đến đây. Quốc xã lên kế hoạch xây dựng một mô hình khu dân cư hiện đại dành cho người Đức chuyển đến, trong đó có trường học, sân chơi, và những tiện nghi khác. Một số kế hoạch vẫn tiếp diễn như việc thi công hàng trăm căn hộ, tuy nhiên phần nhiều trong số chúng không được hoàn thiện. Các vấn đề cơ bản như nước sạch và hệ thống xử lý nước thải không thỏa đáng và các bệnh từ nước là phổ biến.
Những tù nhân đầu tiên (30 phạm nhân người Đức tới từ trại tập trung Sachsenhausen) đến trại vào tháng 5 năm 1940. Chuyến tàu lớn đầu tiên đến Auschwitz vào ngày 14 tháng 6 năm 1940 với thành phần gồm những người tù Công giáo, những người bị tình nghi thuộc phe kháng chiến, và 20 người Do Thái tới từ nhà tù ở Tarnów, Ba Lan. Họ bị quản thúc trong một tòa nhà ngay gần đó chờ tới khi trại sẵn sàng.
Số lượng tù nhân gia tăng nhanh chóng khi trại tiếp nhận những kẻ chống đối và giới tri thức Ba Lan. Tính đến tháng 3 năm 1941, số người bị giam giữ ở Auschwitz là 10.900, chủ yếu là người Ba Lan. Đến cuối năm 1940, SS đã thu hồi những khu đất quanh trại để tạo lập một vùng có diện tích 40 km² bao bọc bởi hai hàng rào thép gai và những tháp canh. Cũng như các trại tập trung khác của Đức Quốc xã, trên cánh cổng vào Auschwitz I có hiển thị câu khẩu hiệu Arbeit macht frei ("lao động mang đến sự tự do").

### Auschwitz II-Birkenau

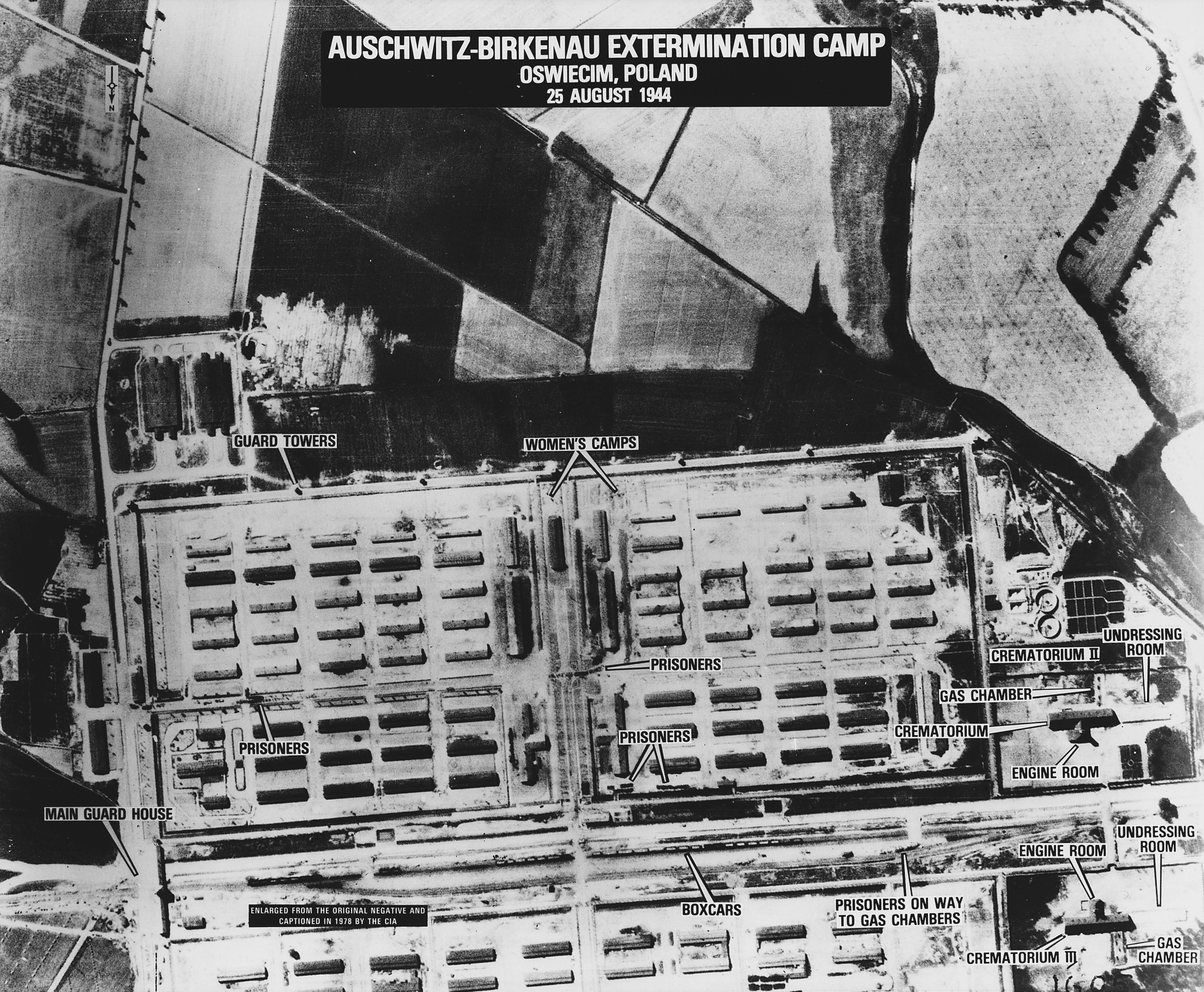
Ảnh theo dõi Birkenau chụp từ máy bay Mỹ (1944, trong bức ảnh này hướng nam ở phía trên).

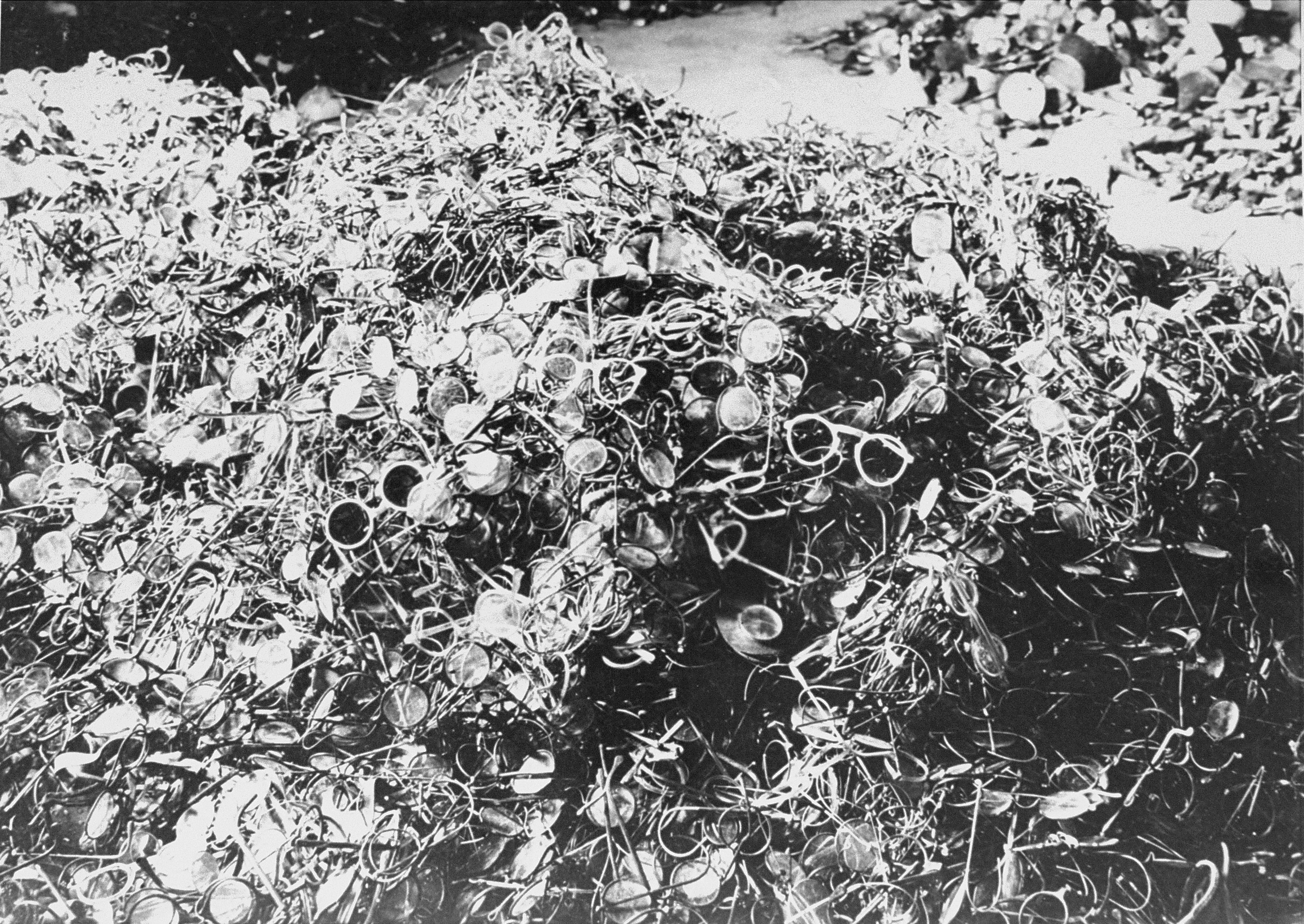
Kính mắt của các nạn nhân

Những thắng lợi ban đầu của chiến dịch Barbarossa vào mùa hè và thu năm 1941 trước kẻ thù mới Liên Xô đã dẫn tới sự thay đổi sâu sắc trong ý thức hệ bài Do Thái của Đức Quốc xã và lai lịch của những tù nhân bị đưa đến Auschwitz. Vào tháng 10 năm 1941, Auschwitz II-Birkenau khởi công xây dựng để giảm tải cho trại chính. Reichsführer-SS Heinrich Himmler dự định đây sẽ là nơi dành cho 50.000 tù binh chiến tranh, những đối tượng sẽ được dùng làm lao động khổ sai. Các kế hoạch hướng đến mục tiêu mở rộng trại để giam giữ ban đầu là 150.000 và cuối cùng là 200.000 tù nhân. Vào tháng 10 năm 1941 có 10.000 tù binh chiến tranh Liên Xô tới Auschwitz I, đến tháng 3 năm 1942 chỉ còn 945 người còn sống và bị chuyển đến Birkenau, và đến tháng 5 hầu hết trong số họ đã chết vì đói và bệnh tật. Trước đó Hitler đã đi đến quyết định tàn sát người Do Thái, cho nên Birkenau sở hữu thêm chức năng, trở thành một tổ hợp trại lao động và trại hủy diệt.
Người đứng đầu phụ trách việc xây dựng Auschwitz II-Birkenau là Karl Bischoff. Khác với người tiền nhiệm, Bischoff là một công chức có tài và năng nổ. Trại Birkenau gồm bốn nhà thiêu và hàng trăm tòa nhà khác được lên kế hoạch và thực hiện. Bischoff ban đầu dự kiến bố trí 550 tù nhân mỗi doanh trại; về sau con số này tăng lên thành 744. Sức chứa của những công trình dùng làm chỗ cư ngụ cho tù nhân không lớn bằng sức chứa của những công trình dùng để tiêu diệt họ.
Phòng hơi ngạt đầu tiên ở Birkenau là "nhà đỏ" (nhân viên SS gọi là Bunker 1), một ngôi nhà gạch được chuyển đổi bằng cách dọn sạch bên trong thành một khoang trống và xây gạch bít các cửa sổ. Bunker 1 hoạt động đến tháng 3 năm 1942. Ngôi nhà gạch thứ hai, "nhà trắng" hay Bunker 2, trở thành phòng hơi ngạt sau Bunker một vài tuần. Các công trình này phục vụ việc hành quyết hàng loạt cho tới đầu năm 1943. Trong các ngày 17 và 18 tháng 7 năm 1942, Himmler đích thân tới thăm trại. Ông trình bày về việc hành quyết hàng loạt bằng phòng hơi ngạt ở Bunker 2 và tới thăm địa điểm mà nhà máy mới của IG Farben đang thi công tại thị trấn Monowitz gần đó.
Vào đầu năm 1943, Quốc xã quyết định tăng cường mạnh năng lực tàn sát của Birkenau. Nhà thiêu II ban đầu thiết kế làm nơi xử lý xác với các nhà xác dưới tầng hầm và lò thiêu trên mặt đất đã được chuyển đổi thành một nhà máy giết người bằng cách tạo ra thêm những cánh cửa kín, những lỗ thông để đổ Zyklon B vào phòng, và thiết bị thông hơi để loại bỏ hơi độc sau đó. Tòa nhà bắt đầu hoạt động từ tháng 3. Nhà thiêu III áp dụng kiểu thiết kế tương tự. Các nhà thiêu IV và V cũng được thi công trong mùa xuân năm đó. Đến tháng 6 năm 1943, cả bốn nhà thiêu đã đi vào hoạt động. Xét số nạn nhân bị giết thì hầu hết là ở bốn tòa nhà này.

#### Trại Di-gan

Zigeunermischlinge (những đứa trẻ Di-gan lai) được sử dụng trong các nghiên cứu về chủng tộc của nhà nhân chủng học và tâm lý học người Đức Eva Justin. Trong số 39 đứa trẻ bị đưa đến Auschwitz, chỉ có 2 là sống sót.

Vào ngày 10 tháng 12 năm 1942, Himmler phát đi mệnh lệnh đem tất cả người Di-gan đến các trại tập trung, trong đó có Auschwitz. Một trại riêng được tạo lập tại Auschwitz II-Birkenau dành cho đối tượng này gọi là Zigeunerfamilienlager (trại tộc người Di-gan). Chuyến tàu chở người Di-gan Đức đầu tiên đến trại vào ngày 26 tháng 2 năm 1943 và họ bị giam trong khu B-IIe của Auschwitz II. Đến năm 1944, đã có khoảng 23.000 người Di-gan bị đưa đến Auschwitz và 20.000 người trong số đó đã bỏ mạng nơi đây. Có 1.700 người Di-gan Ba Lan trong một đợt vận chuyển đã bị giết khi tới trại do bị nghi ngờ nhiễm sốt đốm.
Tù nhân người Di-gan được sử dụng chủ yếu cho việc xây dựng. Hàng ngàn người đã chết vì thương hàn (bệnh gây bởi vi sinh vật Rickettsia) và cam tẩu mã do tình trạng quá đông, vệ sinh tồi tệ, và suy dinh dưỡng. Có từ 1.400 đến 3.000 tù nhân đã được chuyển đến các trại tập trung khác trước khi số còn lại bị sát hại.
Vào ngày 2 tháng 8 năm 1944, quân SS "dọn dẹp" trại Gypsy. Một nhân chứng về sau cho biết những người Di-gan đã chiến đấu chống lại SS trước khi bị đưa lên xe. Sau đó, toàn bộ 2.897 người còn sống đều bị tàn sát trong phòng hơi ngạt. Vụ tàn sát người Di-gan do Đức Quốc xã thực hiện trong chiến tranh thế giới thứ hai được biết đến với tên gọi Porajmos (tàn phá) trong tiếng Di-gan.

### Auschwitz III

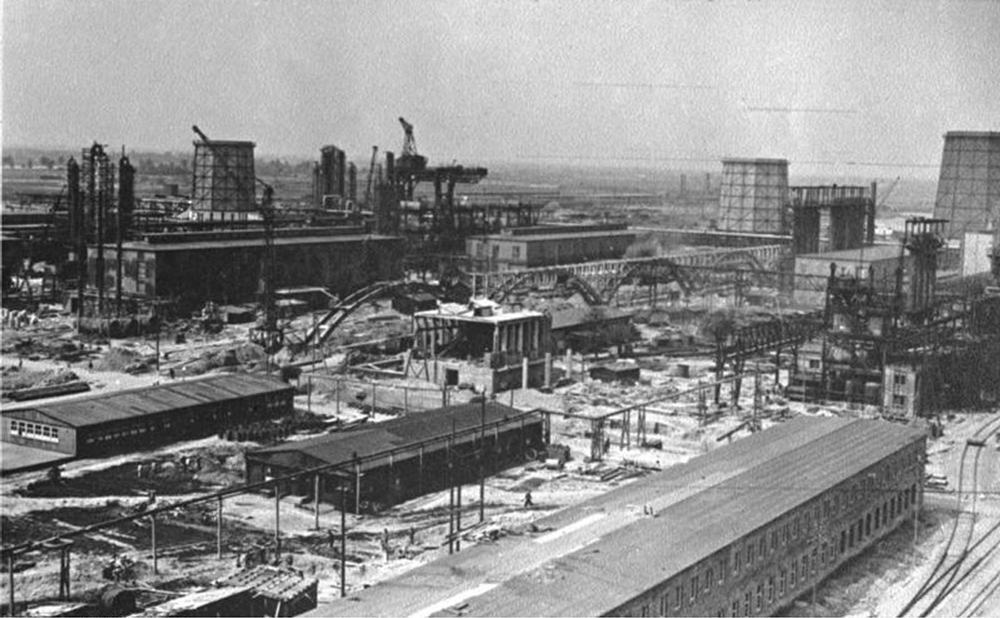
Nhà máy của IG Farben đang thi công, 1942

Sau khi khảo sát một số nơi để xây dựng nhà máy chế tạo buna (một loại cao su tổng hợp), nhà sản xuất hóa chất IG Farben đã chọn địa điểm gần thị trấn Dwory và Monowice (Monowitz trong tiếng Đức), cách Auschwitz I khoảng 7 km (4,3 dặm) và thị trấn Oświęcim khoảng 3 km (1,9 dặm) cùng về phía đông. Các tập đoàn đã được hỗ trợ về tài chính dưới hình thức miễn trừ thuế để chuẩn bị cho việc phát triển các ngành công nghiệp ở vùng biên giới nhờ một đạo luật thông qua vào tháng 12 năm 1940. Ngoài việc ở gần trại tập trung, một nguồn cung lao động giá rẻ có thể khai thác, địa điểm này còn sở hữu hệ thống đường sắt phù hợp và tiếp cận được tới những nguồn nguyên liệu thô. Vào tháng 2 năm 1941, Himmler ra lệnh trục xuất số dân Do Thái ở Oświęcim để nhường chỗ cho những lao động có tay nghề sẽ được đưa tới làm việc tại nhà máy. Tất cả những người Ba Lan có khả năng làm việc được giữ lại và bị ép làm thợ xây dựng. Sang tháng 3 Himmler đích thân tới thăm nơi này và ra lệnh mở rộng trại lớn đến sức chứa 30.000 người ngay lập tức. Việc phát triển trại tại Birkenau bắt đầu khoảng 6 tháng sau. Auschwitz IG khởi công trong tháng 4 với 1.000 công nhân ban đầu tới từ Auschwitz I được giao cho việc xây dựng; con số này về sau tăng lên thành 7.000 trong năm 1943 và 11.000 năm 1944. Tổng cộng có khoảng 35.000 tù nhần làm việc tại nhà máy, trong đó 25.000 người đã chết vì suy dinh dưỡng, bệnh tật, và vì khối lượng công việc quá lớn. Bên cạnh những tù nhân của trại tập trung, thành phần chiếm 1/3 lực lượng lao động, Auschwitz IG còn sử dụng những lao động nô lệ tới từ khắp châu Âu.
Ban đầu những công nhân đi bộ 7 km từ Auschwitz I tới nhà máy mỗi ngày, nhưng bởi điều này đồng nghĩa với việc họ phải thức dậy từ 3 giờ sáng, rất nhiều người đã đến nơi trong tình trạng kiệt sức và không thể làm việc. Trại ở Monowitz (còn gọi là Monowitz-Buna hay Auschwitz III) được xây dựng và bắt đầu hoạt động từ ngày 30 tháng 10 năm 1942. Vào tháng 1 năm 1943 ArbeitsausbildungLager (trại đào tạo lao động) di dời từ trại lớn đến Monowitz và những tù nhân này cũng bị ép làm việc ở công trường thi công. SS đòi IG Farben 3 Reichsmark/giờ cho lao động phổ thông, 4 Reichsmark/giờ cho lao động có tay nghề (thợ lành nghề). Trong khi các nhà quản lý trại mong đợi tù nhân làm việc đạt năng suất bằng 75% lao động tự do, con số thực tế chỉ là từ 20 đến 50%. Họ liên tục đe dọa tù nhân về việc bị trục xuất đến Birkenau rồi hành quyết trong phòng hơi ngạt như một cách để gia tăng năng suất. Gần 1/5 số tù nhân của Monowitz bị chuyển đến và sát hại trong phòng hơi ngạt ở Birkenau mỗi tháng, thay thế là những người mới đến. Quãng thời gian tồn tại ở Monowitz trung bình của mỗi tù nhân là khoảng 3 tháng. Ban đầu nhà máy được dự kiến bắt đầu hoạt động trong năm 1943, tuy nhiên tình trạng thiếu lao động và nguyên liệu thô đã khiến việc khởi động bị trì hoãn nhiều lần. Vào lúc quân đội Liên Xô tràn tới khu vực này trong năm 1945, nhà máy gần như đã sẵn sàng bước vào sản xuất.

### Trại con
Các hãng công nghiệp khác của Đức như Krupp và Siemens-Schuckert đã dựng lên những nhà máy cùng những trại con của riêng họ. Có 45 trại vệ tinh như vậy, 28 trong số chúng phục vụ các tập đoàn tham gia vào ngành công nghiệp sản xuất vũ khí. Số tù nhân dao động từ vài chục đến vài nghìn. Các trại con được xây tại Blechhammer, Jawiszowice, Jaworzno, Lagisze, Mysłowice, Trzebinia, và một số địa điểm khác. Chúng được gọi là Aussenlager (trại ngoài), Nebenlager (trại con, trại phụ, trại mở rộng), hoặc Arbeitslager (trại lao động). Tù nhân ở những trại này làm việc ở mỏ than, xưởng đúc kim loại, nhà máy hóa chất, trong lĩnh vực nông hay lâm nghiệp, v.v...

### Di tản, cuộc tuần hành tử thần và giải phóng

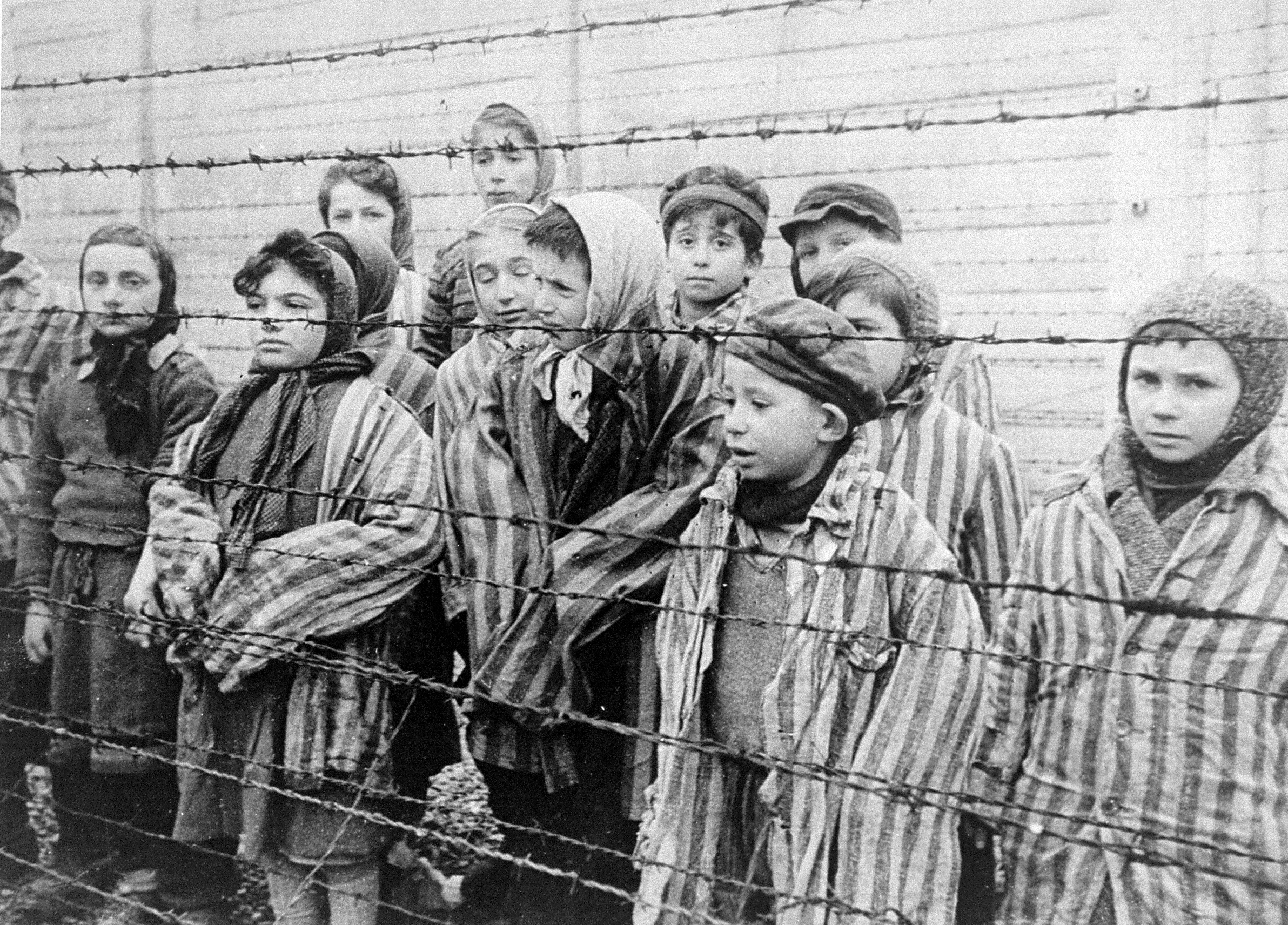
Những tù nhân trẻ tuổi còn sống được Hồng quân Liên Xô giải phóng trong tháng 1 năm 1945

Vào tháng 11 năm 1944, trong lúc Hồng quân Liên Xô đang tiến quân qua lãnh thổ Ba Lan, Himmler đã ra lệnh ngừng các hoạt động hành quyết bằng khí độc trên toàn bộ những vùng đất mà Đức còn đang kiểm soát (toàn Đế chế). Các nhà thiêu II, III, và IV bị phá hủy còn nhà thiêu I được chuyển đổi thành chỗ trú ẩn máy bay. Sonderkommando được lệnh tiêu hủy những chứng cứ khác về cuộc tàn sát, trong đó có các hố chôn tập thể. Quân SS đã thủ tiêu những văn bản ghi chép; đốt cháy hoặc phá hủy nhiều tòa nhà trong tuần cuối cùng trước ngày trại giải phóng.
Tới tháng 1 năm 1945, Himmler ra lệnh di tản tất cả các trại và giao nhiệm vụ cho những chỉ huy trại rằng "phải đảm bảo không một tù nhân nào của các trại tập trung rơi vào tay kẻ thù mà còn sống." Vào ngày 17 tháng 1, 58.000 tù nhân Auschwitz được đưa đi di tản, hầu hết là đi bộ; hàng ngàn người đã chết trong cuộc hành trình tử thần về phía tây đến Wodzisław Śląski sau đó. Có khoảng 20.000 tù nhân Auschwitz đã đến trại tập trung Bergen-Belsen ở Đức và được quân Anh giải phóng trong tháng 4 năm 1945.
Những người quá yếu không thể đi bộ bị bỏ lại phía sau. Vào lúc mà Sư đoàn súng trường 322 của Hồng quân tới trại trong ngày 27 tháng 1, họ phát hiện thấy có khoảng 7.500 tù nhân và 600 xác chết bị bỏ lại. Trong số những vật dụng mà binh sĩ Liên Xô tìm được có 370.000 bộ quần áo nam, 837.000 bộ quần áo nữ, và 7,7 tấn (8,5 tấn thiếu) tóc người.
Tại thời điểm đó, sự kiện giải phóng Auschwitz ít nhận được sự quan tâm của báo giới. Nhà sử học người Anh Laurence Rees cho rằng điều này là do ba yếu tố: việc khám phá ra những tội ác tương tự tại trại tập trung Majdanek trước đó, những tin tức cạnh tranh đến từ cuộc gặp thượng đỉnh của Đồng Minh ở bán đảo Krym, và việc Liên Xô giảm thiểu hóa sự chú ý đến nỗi thống khổ của người Do Thái vì mục đích tuyên truyền. Bởi trại có quy mô rất lớn, đã có ít nhất bốn sư đoàn tham gia giải phóng Auschwitz: Sư đoàn súng trường 100 (thành lập ở Vologda), Sư đoàn súng trường 322 (Nizhny Novgorod), Sư đoàn súng trường 286 (Leningrad), và Sư đoàn súng trường mô tô 107 (Tambov).

### Sau chiến tranh

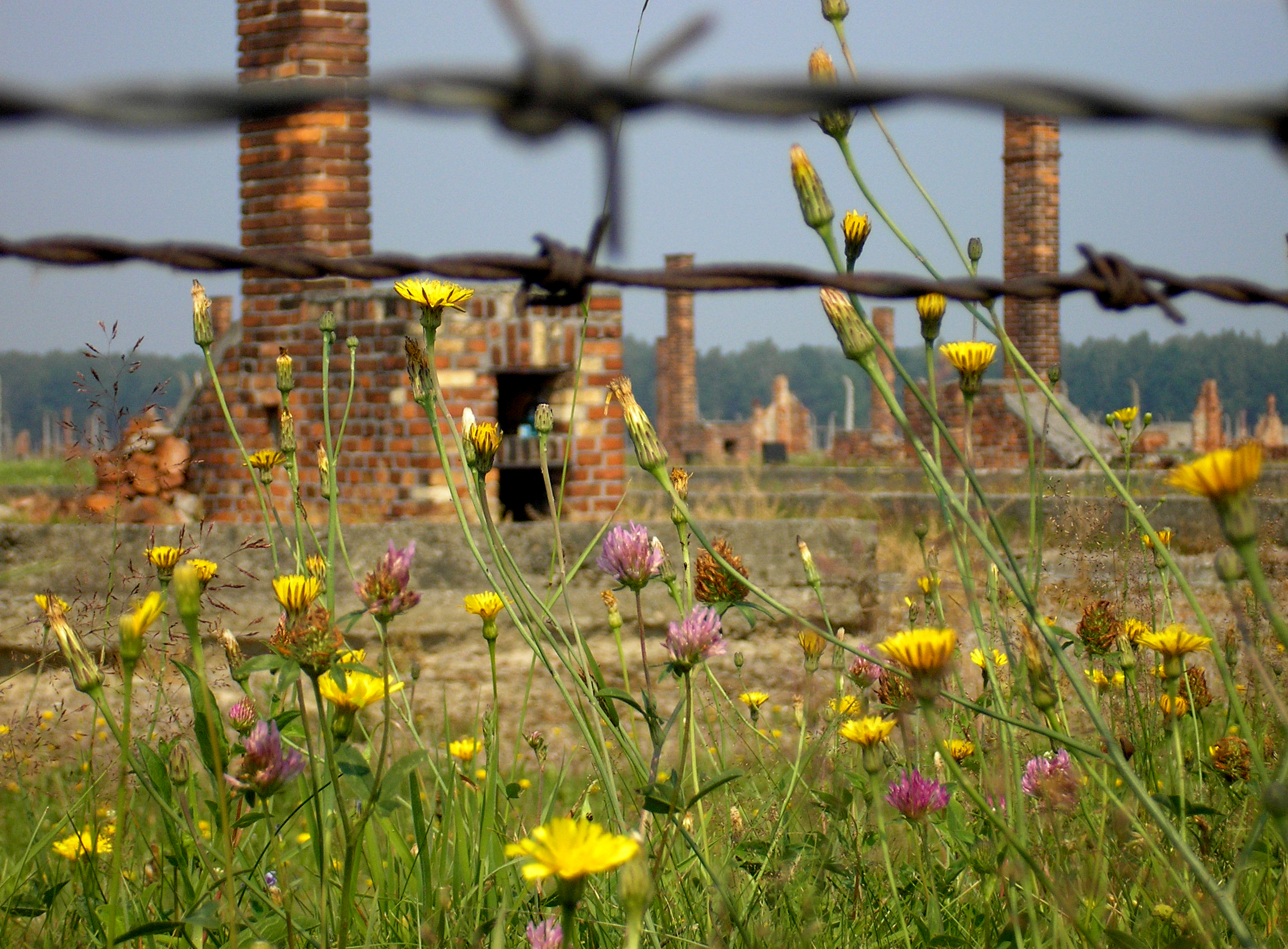
Tàn tích các doanh trại ở Birkenau. Gần như tất cả những gì còn lại là bếp lò và ống khói.

Sau khi được giải phóng, Auschwitz I trở thành một bệnh viện cho những tù nhân sống sót. Các điều tra viên Ba Lan và Liên Xô đã tìm hiểu tội ác chiến tranh của SS trong những tháng đầu tiên. Giai đoạn hai năm tiếp theo, Liên Xô đã tháo dỡ và xuất khẩu các nhà máy của IG Farben; còn các doanh trại Birkenau thì bị thường dân Ba Lan cướp bóc. Cư dân địa phương đã tiếp cận các hố chôn tập thể và tro để tìm vàng. Cho đến năm 1947, một số cơ sở đã được sử dụng làm trại giam của NKVD.
Công cuộc khai quật kéo dài hơn một thập kỷ kể từ thời điểm trại trở thành một bảo tàng vào năm 1947. Tù nhân Auschwitz sống thọ nhất được biết đến là Antoni Dobrowolski; ông qua đời vào ngày 21 tháng 10 năm 2012 tại Dębno, Ba Lan ở tuổi 108.

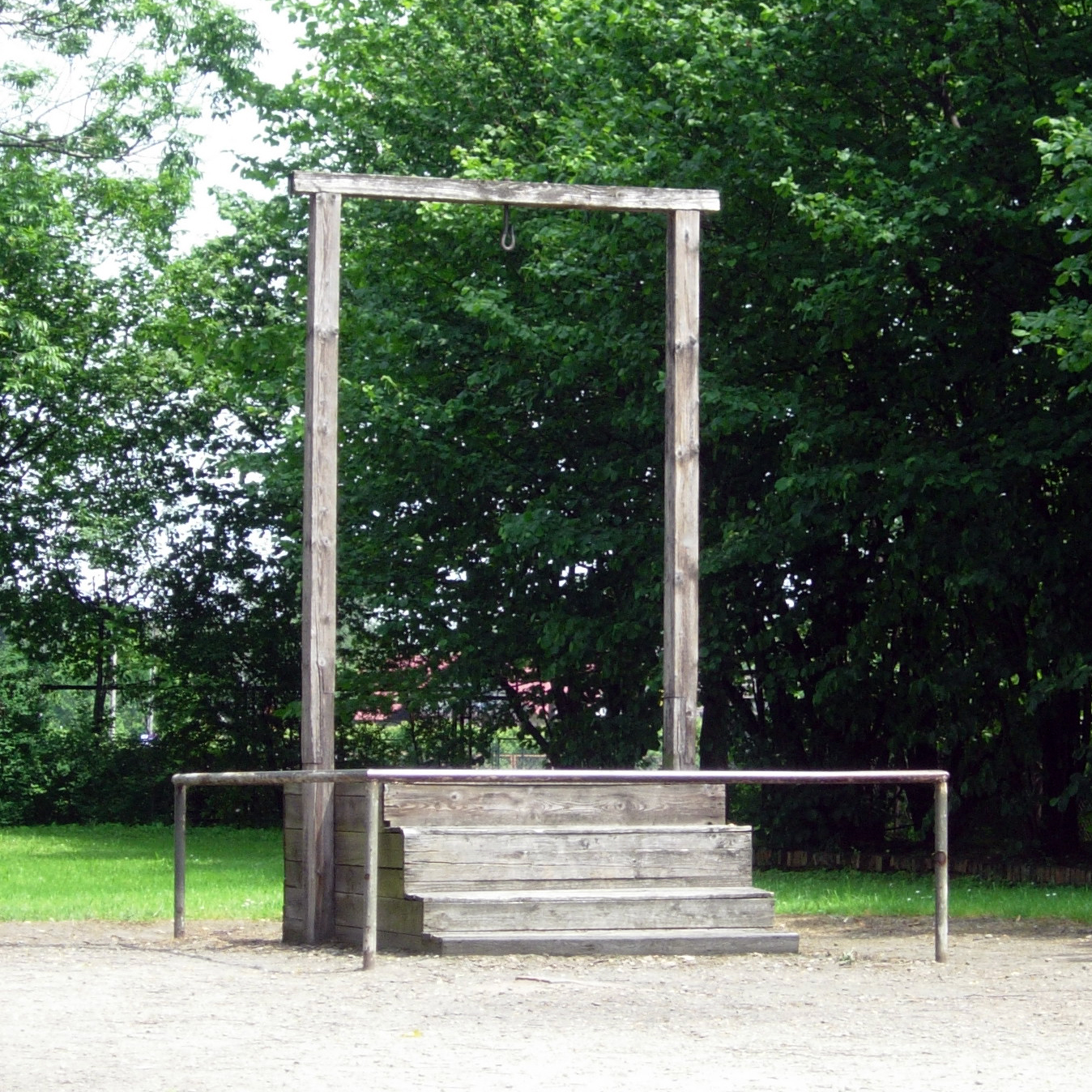
Giá treo cổ tại Auschwitz I, Rudolf Höss bị xử tử ở đây vào ngày 16 tháng 4 năm 1947

Chỉ huy trại Rudolf Höss bị Quân đoàn Tình báo Anh truy nã và bắt giữ tại một nông trại gần Flensburg, Đức vào ngày 11 tháng 3 năm 1946. Höss đã thú nhận vai trò của bản thân trong hồi ký và trong phiên tòa ở Warsaw, Ba Lan. Cựu sĩ quan SS bị kết tội giết người và treo cổ tại trại vào ngày 16 tháng 4 năm 1947.
Có khoảng 12% trong số 6.500 nhân viên Auschwitz sống sót qua cuộc chiến bị đem ra xét xử. So với các quốc gia khác, Ba Lan là nước tích cực hơn trong việc điều tra những tội ác chiến tranh. Vào ngày 25 tháng 11 năm 1947, phiên tòa Auschwitz khởi động ở Kraków. Tòa án Quốc gia Tối cao của Ba Lan đã đem 40 cựu nhân viên Auschwitz ra tòa. Trong số các bị cáo có sĩ quan chỉ huy Arthur Liebehenschel, thủ lĩnh trại nữ Maria Mandel, và thủ lĩnh trại Hans Aumeier. Phiên tòa kết thúc vào ngày 22 tháng 12 năm 1947 với 23 án tử hình, 7 án tù chung thân, 9 án tù dao động từ 3 đến 15 năm. Hans Münch, bác sĩ SS có một số cựu tù nhân thay mặt làm chứng, là người duy nhất được trắng án.
Còn một số cựu nhân viên Auschwitz khác bị kết án treo cổ vì phạm tội ác chiến tranh ở phiên tòa Dachau và phiên tòa Belsen, trong đó có thủ lĩnh trại Josef Kramer, Franz Hössler, Vinzenz Schöttl; bác sĩ Friedrich Entress; quản trại Irma Grese và Elisabeth Volkenrath. Giai đoạn từ ngày 20 tháng 12 năm 1963 đến 20 tháng 8 năm 1965 đã diễn ra phiên tòa Auschwitz Frankfurt ở Tây Đức; kết quả là 17 trong số 22 bị cáo bị kết án tù dao động từ 3 tháng, 3 năm, cho đến chung thân. Bruno Tesch và Karl Weinbacher, chủ sở hữu và tổng giám đốc công ty Tesch & Stabenow, một trong những nhà cung cấp Zyklon B, bị xử tử vì cố ý cấp hóa chất cho việc sử dụng trên người.

## Quản lý và chỉ huy
Các lính canh (quản trại) là thành viên SS-Totenkopfverbände (đơn vị đầu lâu). Tổng cộng có khoảng 7.000 cán bộ SS được phân công đến Auschwitz trong chiến tranh; trong đó 4% là sĩ quan và 26% là hạ sĩ quan, còn lại là lính thường. Tỉ lệ cán bộ SS làm công tác an ninh chiếm xấp xỉ 3/4, số còn lại làm ở bộ phận hành chính và y tế, sở chỉ huy trại, và quản lý kinh tế – nhóm này phụ trách về tài sản của những tù nhân đã chết. Trong số cán bộ SS có 200 nữ, công việc của họ là làm lính canh, y tá, hay người đưa tin. Cơ quan chỉ huy toàn bộ trại là Amt D (Ban D, Inspektion der Konzentrationslager – Cơ quan thanh tra các trại tập trung) trực thuộc SS-Wirtschafts-Verwaltungshauptamt (SS-WVHA; Cơ quan Kinh tế Trung ương SS).

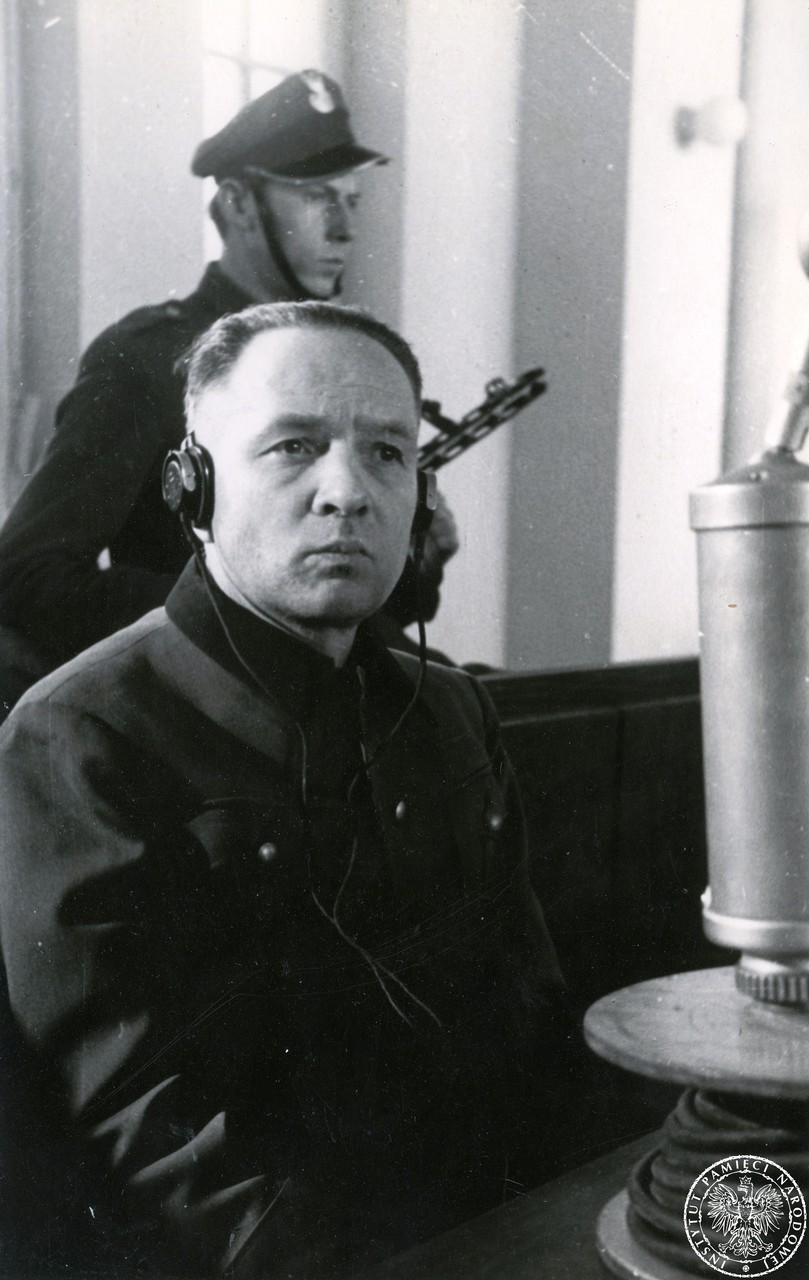
Rudolf Höss (1900–1947), sĩ quan chỉ huy đầu tiên của Auschwitz

Auschwitz được nhiều thành viên SS xem là một chốn công tác lý tưởng do có nhiều tiện nghi và nguồn lao động nô lệ dồi dào. Trong các nhóm tù nhân khác nhau, sĩ quan SS ưa những người Nhân chứng Jehovah cho vị trí nô lệ làm việc nhà hơn vì thái độ hòa nhã của họ. Höss sống cùng vợ và con trong một căn biệt thự ở phía ngoài ngay sát khuôn viên trại. Ban đầu các nhân viên SS khác cũng được phép mang theo vợ và con hoặc hôn thê (vợ chưa cưới) đến sống tại trại; nhưng khi mà trại SS ngày càng trở nên đông đúc, Höss đã hạn chết số lượng người đến thêm. Các gia đình SS được cấp cho một bể bơi, thư viện, quán cà phê, và nhà hát, địa điểm thường xuyên tổ chức những buổi trình diễn.
Có những tù nhân — thường là người Aryan — được bổ nhiệm làm Kapo ("thủ lĩnh" hay "đốc công"). Các Kapo nhận được khẩu phần ăn và chỗ ở tốt hơn, họ nắm giữ quyền lực rất lớn (đối với tù nhân) và thường đối xử tệ bạc với những tù nhân khác. Chỉ có rất ít Kapo bị truy tố sau chiến tranh do rất khó để xác định hành động tàn bạo nào của Kapo là chủ ý cá nhân, hành động nào là theo lệnh cấp trên (SS).
Có khoảng 120 nhân viên SS được phân công tới các phòng hơi ngạt. Việc giết người do một vài nhân viên SS giám sát và phần lớn công đoạn được thực hiện bởi những tù nhân [đa phần là] người Do Thái gọi là Sonderkommando (tổ đặc biệt). Công việc của Sonderkommando bao gồm chỉ dẫn nạn nhân tới phòng hơi ngạt, kế đến là lôi xác ra, lấy đi những thứ có giá trị, rồi thiêu xác.
Sonderkommando sống tách biệt với những tù nhân khác trong tình cảnh tốt hơn một chút. Cuộc sống của họ còn được cải thiện hơn nữa nhờ việc tiếp cận vật phẩm của những tù nhân bị hành quyết. Sonderkommando đôi khi có thể lấy trộm đồ cho bản thân và giao dịch trên thị trường chợ đen của Auschwitz. Theo bác sĩ Miklós Nyiszli, số lượng thành viênSonderkommando trong thời gian diễn ra đợt thảm sát người Do Thái Hungary năm 1944 là khoảng 860 người. Một bộ phận Sonderkommando nhìn chung sẽ bị lính SS bắn chết trong vòng vài tuần, nhiều người trong số còn lại tự sát do ám ảnh công việc; thay thế cho họ là các đơn vị Sonderkommando mới được tạo lập từ những người mới đến. Gần như toàn bộ 2.000 tù nhân thuộc các đơn vị này đã bỏ mạng trước ngày trại được giải phóng.

## Cuộc sống trong trại
Một ngày của những người tù bắt đầu từ 4:30 sáng (5:30 vào mùa đông) với một cuộc điểm danh. Bác sĩ Miklós Nyiszli mô tả việc điểm danh bắt đầu từ lúc 3 giờ và kéo dài 4 tiếng. Tại thời điểm đó trong ngày, thời tiết ở Auschwitz là lạnh, kể cả mùa hè. Các tù nhân được lệnh xếp hàng năm ngoài trời và ở đó cho tới khi những sĩ quan SS tới vào lúc 7 giờ. Trong lúc chờ đợi, lính canh ép tù nhân ngồi xổm một tiếng, tay đặt lên đầu; trừng phạt (đánh đập hoặc giam giữ) những người vi phạm như là làm mất một cái cúc áo hay rửa bát không sạch. Các tù nhân được đếm đi đếm lại. Nyiszli mô tả về sự chết chóc hiện hữu thậm chí ngay trong lúc điểm danh và thường được hỗ trợ bởi những bạn tù của họ cho tới khi thử thách qua đi. Quãng thời gian ông bị giam năm 1944-1945, mỗi đêm trong các doanh trại có từ 5 đến 10 người chết. Các tù nhân được giao cho thuộc hạ của Mengele ngủ trong những doanh trại tách biệt và bị đánh thức lúc 7 giờ sáng cho một cuộc điểm danh kéo dài chỉ vài phút.
Sau khi điểm danh, Kommando, hay đội lao động, bước đến chỗ làm việc, năm người sóng hàng, mặc đồng phục sọc của trại, không đồ lót, đi những đôi giày gỗ kích cỡ không phù hợp, không tất. Một ban nhạc tù nhân (như ban nhạc nữ Auschwitz) bị buộc phải chơi những bản nhạc vui vẻ khi công nhân rời trại. Những Kapo chịu trách nhiệm về hành vi của tù nhân trong lúc làm việc như phụ tá của SS. Ngày làm việc kéo dài 12 tiếng vào mùa hè và ngắn hơn một chút vào mùa đông. Hầu hết công việc là tại các địa điểm thi công, khu khai thác sỏi, và bãi gỗ. Không có những khoảng nghỉ. Một tù nhân được giao tới nhà vệ sinh để đo thời gian công nhân "giải quyết" nhu cầu. Chủ nhật tuy không phải ngày làm việc, nhưng tù nhân không được nghỉ ngơi, họ bị yêu cầu vệ sinh doanh trại và tắm rửa. Trong ngày này họ được phép viết thư (bằng tiếng Đức) về cho gia đình. Những ai không biết tiếng Đức thì nhờ tù nhân khác giúp soạn hộ thư, đổi lấy một phần bánh mỳ. Các thành viên SS đảm nhận việc kiểm duyệt những bức thư gửi đi.

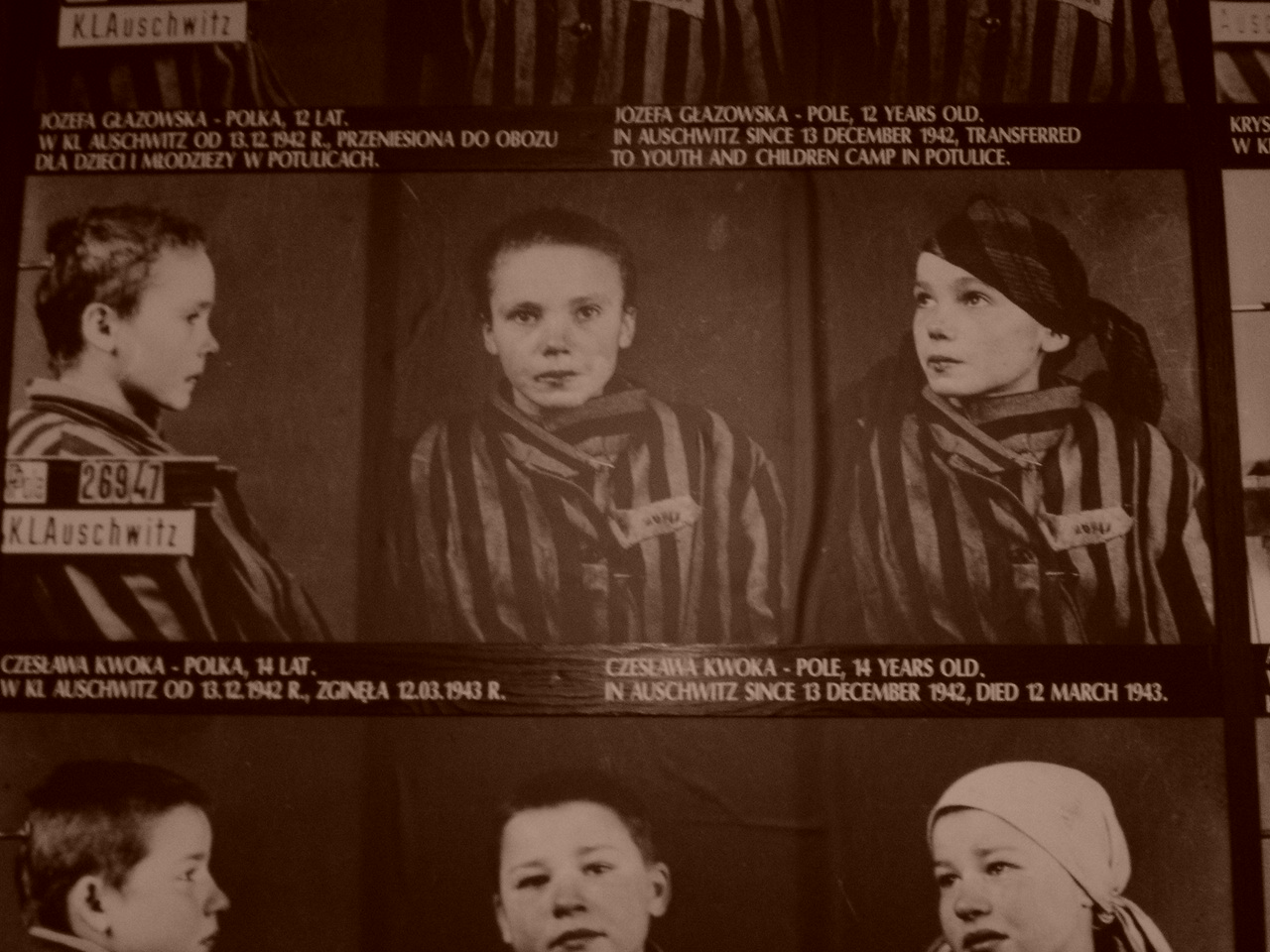
Czesława Kwoka (trên), tù nhân Ba Lan ở Auschwitz trong năm 1942 hoặc 1943. Các bức ảnh danh tính người tù chụp bởi Wilhelm Brasse.

Cuộc điểm danh bắt buộc thứ hai diễn ra vào buổi tối. Nếu một tù nhân vắng mặt, những người khác sẽ phải đứng cho tới khi tìm ra hoặc biết được lý do vắng mặt của người đó, bất kể điều kiện thời tiết, kể cả có mất hàng tiếng. Sau đợt điểm danh này, trước khi người tù được phép lui về nghỉ đêm và nhận khẩu phần bánh mỳ và nước, sự trừng phạt cá nhân và tập thể được thực thi, phụ thuộc vào những gì đã xảy ra trong ngày. Lệnh giới nghiêm bắt đầu từ 2 đến 3 tiếng sau. Tù nhân ngủ trên những chiếc giường gỗ xếp thành dãy dài, mặc quần áo và đeo giày để tránh bị mất cắp.
Theo lời kể của Nyiszli, "Có từ 800 đến 1000 người bị nhồi nhét trong những gian phòng của mỗi doanh trại. Không thể duỗi người hoàn toàn, họ ngủ ở đó, với chân của người này đặt lên đầu, cổ hay ngực của người khác. Gạt qua mọi phẩm giá của con người, họ xô đẩy, cắn, đá nhau, trong nỗ lực kiếm thêm vài inch không gian để được ngủ thoải mái hơn chút. Đối với họ thời gian ngủ là không có nhiều".
Có thể phân biệt các loại tù nhân bằng những mảnh vải hình tam giác gọi là Winkel được khâu lên áo ngoài phía dưới số hiệu tù nhân của họ. Người tù chính trị có mảnh vải màu đỏ, tín hữu Nhân chứng Jehovah màu tím, tội phạm màu xanh lá, và vân vân. Trên Winkel có khâu một chữ cái để nhận biết quốc tịch. Mảnh vải màu vàng dành cho người Do Thái, nếu họ còn là loại tù nhân khác (tù chính trị, tội phạm,...) thì sẽ có thêm Winkel thứ hai ở trước. Chỉ riêng tại Auschwitz tù nhân mới bị xăm số tù của họ, đối với tù binh chiến tranh Liên Xô là lên ngực còn dân thường thì là cánh tay trái.
Vào buổi sáng tù nhân được nhận đồ uống nóng, nhưng không có đồ ăn sáng; bữa trưa là một bát canh rau loãng không thịt, và buổi tối là một khẩu phần nhỏ bánh mỳ mốc. Phần lớn người tù để dành một phần bánh mỳ cho buổi sáng hôm sau. Nyiszli cho biết lượng thực phẩm tiêu thụ mỗi ngày không vượt quá 700 calo, trừ những tù nhân là đối tượng của các thí nghiệm y khoa sống, những người này được cho ăn mặc tốt hơn. Hệ thống vệ sinh là nghèo nàn, các nhà xí không đảm bảo và thiếu nước sạch. Ở Auschwitz II-Birkenau không có nhà xí cho tới năm 1943, hai năm sau thời điểm trại khởi công xây dựng. Với sự xâm nhập của các loài ký sinh như rận mang mầm bệnh, những tù nhân đã phải chịu đựng và chết bởi dịch typhus và những loại bệnh tật khác. Cam tẩu mã, một bệnh nhiễm khuẩn xảy ra ở những đối tượng suy dinh dưỡng, là nguyên nhân phổ biến gây tử vong cho những đứa trẻ trong trại Gypsy (Di-gan).

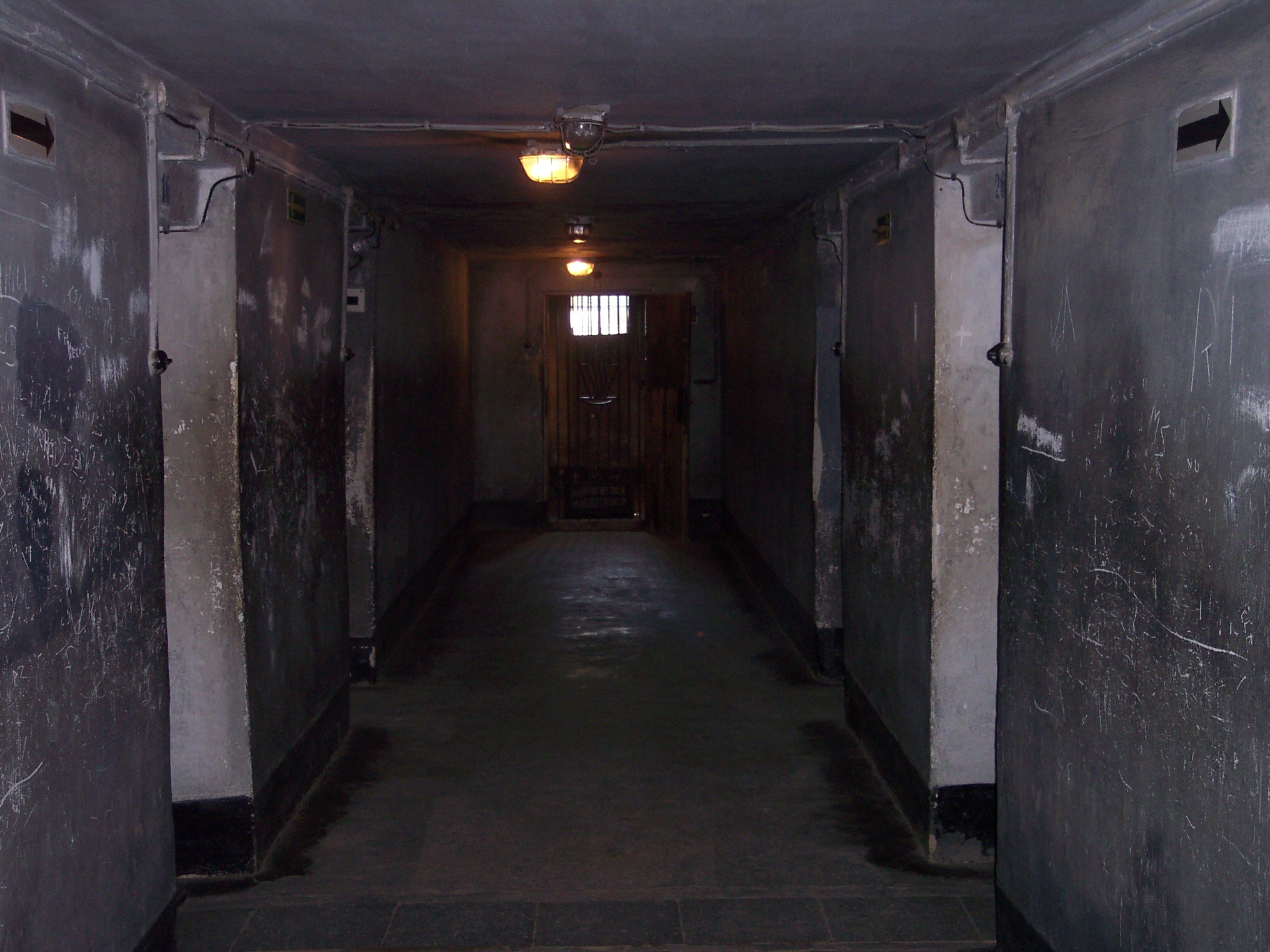
Block 11

Block 11 tại Auschwitz I là một nhà giam nằm trong trại giam, nơi những người vi phạm nhiều quy tắc bị trừng phạt. Một số tù nhân bị phạt cả đêm trong Stehbunker (phòng đứng). Những xà lim này có diện tích khoảng 1,5m², chứa bốn người; họ không phải làm gì ngoài việc đứng. Các tù nhân bị kết án tử hình vì cố gắng chạy trốn và bị giam trong những phòng tối và bỏ mặc cho đến chết.
Các phòng tối nằm dưới tầng hầm, mỗi phòng chỉ có một cửa sổ rất nhỏ và một cánh cửa chắc. Tù nhân bị giam ở đây sẽ dần ngạt thở do tiêu thụ hết lượng oxy trong phòng; đôi khi lính SS thắp một ngọn nến để rút cạn oxy nhanh hơn. Nhiều người đã bị treo với tay ở phía sau lưng trong hàng giờ, thậm chí vài ngày, và bởi vậy khớp vai của họ bị trật.

## Chọn lựa và quy trình hành quyết

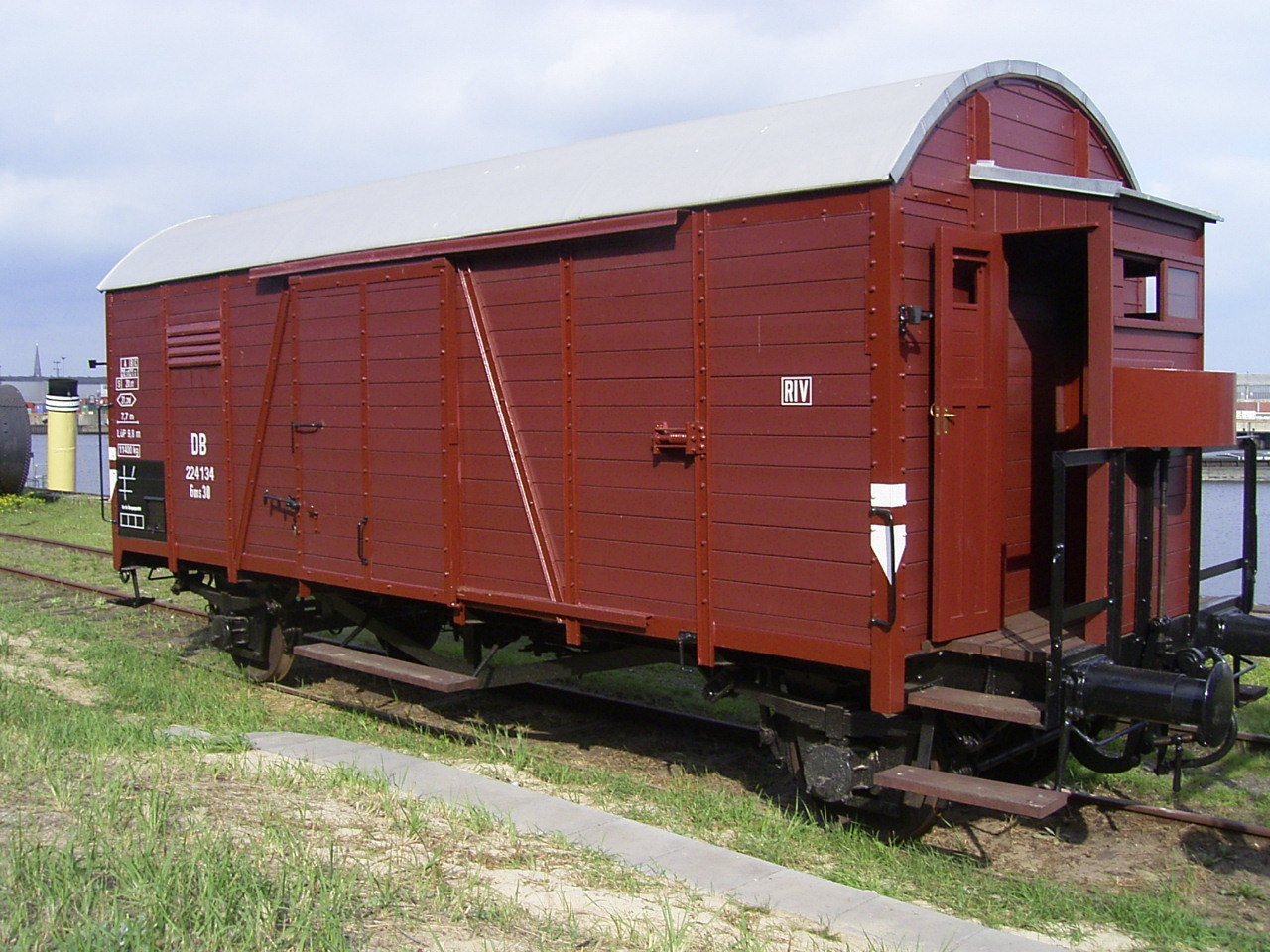
"Güterwagen" (toa hàng) của Deutsche Reichsbahn, một loại toa xe lửa dùng cho việc trục xuất

Vào ngày 31 tháng 7 năm 1941, Hermann Göring gửi văn bản cấp phép tới Heydrich, giám đốc Cơ quan An ninh Trung ương Đế chế (RSHA), để chuẩn bị và đệ trình một kế hoạch cho Die Endlösung der Judenfrage (giải pháp cuối cùng cho vấn đề Do Thái) tại những lãnh thổ mà Đức quản lý và để phối hợp sự tham gia của tất cả các tổ chức chính phủ liên quan. Kết quả là Generalplan Ost (Kế hoạch tổng thể phía Đông) đã đề ra mục tiêu trục xuất số dân ở vùng Đông Âu và Liên Xô chiếm đóng tới Siberia để tàn sát hoặc sử dụng làm lao động nô lệ. Bên cạnh diệt trừ người Do Thái, Quốc xã còn lên kế hoạch làm giảm số dân tại những lãnh thổ chinh phạt xuống 30 triệu người bằng biện pháp bỏ đói trong một hoạt động gọi là Hungerplan. Nguồn cung lương thực sẽ được chuyển tới quân đội và thường dân Đức. Các thành phố sẽ bị san phẳng và đất đai được dành cho rừng hoặc những người Đức tái định cư.
Các kế hoạch nhằm xóa sổ toàn bộ số dân Do Thái ở châu Âu — khoảng 11 triệu người — được chính thức hóa tại Hội nghị Wansee diễn ra vào ngày 20 tháng 1 năm 1942. Theo đó, một số sẽ phải làm việc cho đến chết, và số còn lại sẽ bị giết. Ban đầu Quốc xã hành quyết nạn nhân bằng xe hơi ngạt hoặc bằng súng (thi hành bởi các đội xử bắn Einsatzgruppen), nhưng những phương pháp này đã chứng minh chúng không thể đáp ứng được chiến dịch có quy mô lớn như vậy. Đến năm 1941, những trung tâm giết người tại Auschwitz, Sobibor, Treblinka, và những trại tử thần khác của Đức Quốc xã đã trở thành phương thức giết người hàng loạt chủ đạo thay thế cho Einsatzgruppen.
Những đợt hành quyết hàng loạt đầu tiên tại Auschwitz diễn ra vào đầu tháng 9 năm 1941 khi 900 tù nhân bị giết bằng khí độc Zyklon B trong tầng hầm của Block 11. Một điều được minh chứng là tòa nhà này không phù hợp cho việc giết số lượng lớn người bằng khí độc, bởi vậy địa điểm được dịch chuyển đến nhà hỏa thiêu tại Auschwitz I (nhà thiêu I, hoạt động đến tháng 7 năm 1942). Ở đây một lúc có thể tiêu diệt hơn 700 người. Các nạn nhân được bảo là đi khử trùng hoặc khử chấy rận, mục đích để giữ cho họ im lặng. Họ được lệnh cởi quần áo ở bên ngoài rồi tiếp đó bị nhốt trong tòa nhà và sát hại bằng khí độc. Sau khi ngừng hoạt động với chức năng như một phòng hơi ngạt, tòa nhà được chuyển đổi thành một kho chứa và sau này là nơi trú ẩn cho SS khỏi các cuộc không kích. Sau chiến tranh, lò thiêu và phòng hơi ngạt được phục dựng từ những thành phần ban đầu còn lại. Có khoảng 60.000 người đã bị giết tại nhà thiêu I.
Trong lúc các nhà thiêu lớn hơn II, III, IV, và V thi công, địa điểm hành quyết hàng loạt được chuyển sang hai phòng hơi ngạt tạm thời (Bunker 1 và 2). Giai đoạn từ tháng 5 đến tháng 11 năm 1944, Bunker 2 tái hoạt động trong cuộc thảm sát số lượng lớn người Do Thái Hungary. Công suất của các nhà thiêu và hố thiêu ngoài trời đạt 20.000 thi thể mỗi ngày vào mùa hè năm 1944. Nhà thiêu VI không được xây dựng dù đã có kế hoạch.
Các tù nhân được vận chuyển từ mọi vùng lãnh thổ châu Âu do Đức chiếm đóng bằng đường sắt, trên những chuyến tàu hàng ngày. Đến tháng 7 năm 1942, SS thực thi việc "lựa chọn". Người Do Thái bị tách riêng, những người được xem là có thể làm việc được đưa sang bên phải và nhận vào trại, còn những người bị xem là không phù hợp để làm việc bị dẫn sang phía trái và hành quyết bằng khí độc ngay lập tức. Nhóm được chọn để giết chiếm khoảng 3/4 tổng số, bao gồm hầu hết trẻ em, phụ nữ với con nhỏ, toàn bộ số người già và tất cả những người không qua được đợt kiểm tra ngắn và hời hợt của bác sĩ SS. Sau khi quy trình chọn lựa hoàn tất, những người quá yếu hoặc quá trẻ không thể bước tới nhà thiêu sẽ được đưa đến đó bằng xe đẩy hoặc bị giết tại chỗ với một viên đạn vào đầu. Lính SS thu giữ và phân loại vật dụng của các nạn nhân trong một khu vực của trại gọi là "Canada", có tên gọi này là bởi Canada được xem là vùng đất trù phú. Nhiều thành viên SS tại trại đã tự làm giàu cho bản thân bằng cách ăn cắp tài sản tịch thu.

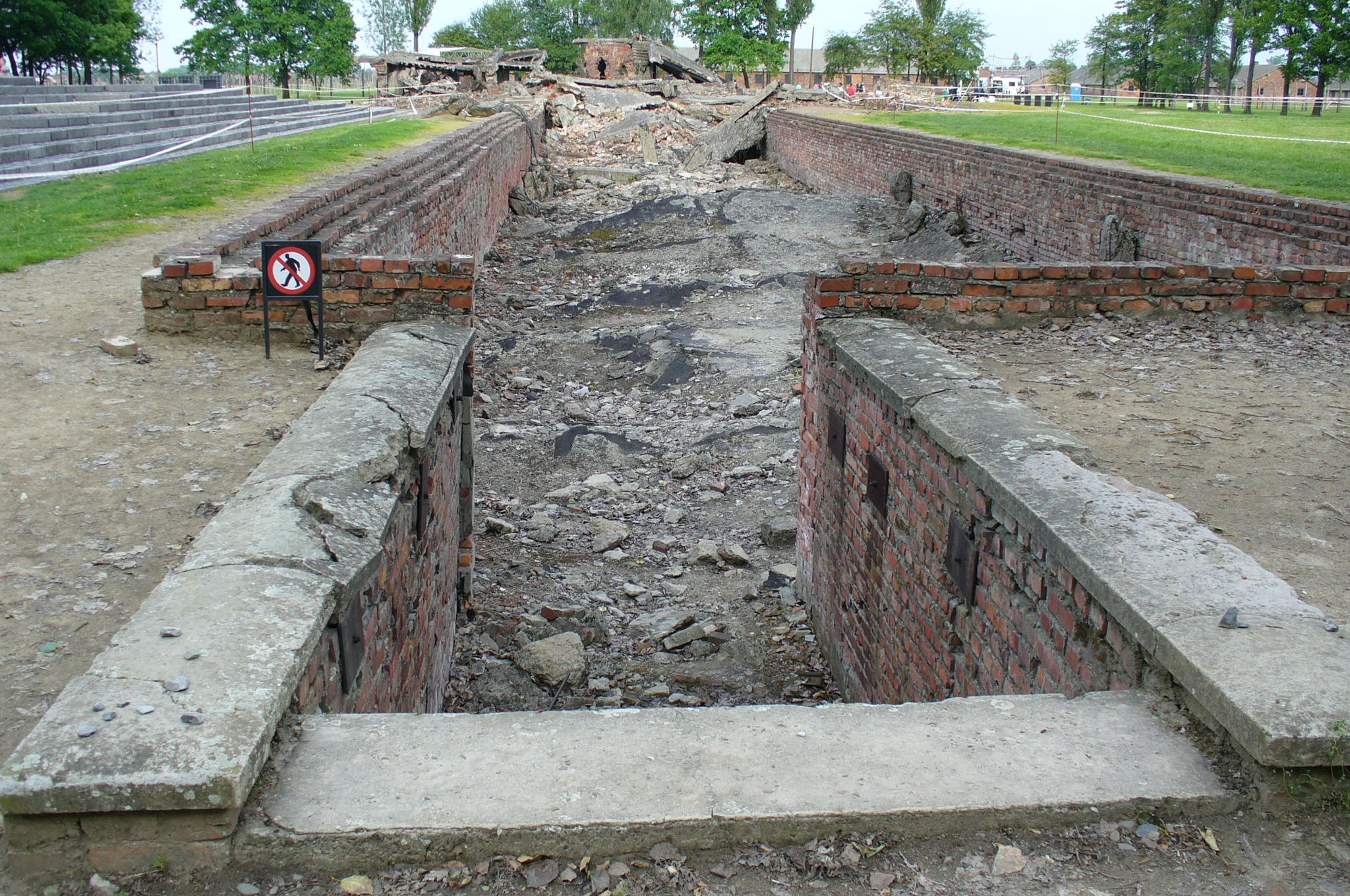
Phòng hơi ngạt bị phá hủy tại Auschwitz

Sĩ quan SS bảo các nạn nhân đi tắm rửa và tẩy trừ chấy rận. Họ cởi bỏ quần áo ở phòng ngoài và bước đến phòng hơi ngạt, địa điểm được ngụy trang như phòng tắm; thậm chí một số người còn được phát xà phòng và khăn. Zyklon B do Viện Vệ sinh của SS cung cấp được vận chuyển tới trại bằng xe cứu thương. Công đoạn thả hơi độc để giết nạn nhân luôn do lính SS thực hiện theo chỉ thị của bác sĩ SS giám sát. Sau khi những cánh cửa đóng lại, lính SS đổ Zyklon B vào phòng qua các lỗ thông trên mái hoặc lỗ hổng ở tường. Các nạn nhân chết trong vòng 20 phút. Ở bên ngoài có thể nghe thấy những tiếng la hét và rền than dù đã có những bức tường bê tông dày ngăn cách. Nhằm dẹp yên tiếng ồn, hai động cơ xe máy đặt gần đó được rồ đến hết ga, tuy nhiên vẫn có thể nghe thấy những âm thanh la hét.
Tiếp theo, các Sonderkommando đeo mặt nạ phòng độc vào phòng lôi các thi thể ra. Kính mắt, đồ trang sức, tóc, và răng vàng (một loại răng giả) của nạn nhân bị lấy đi. Xác chết được đốt trong các lò thiêu gần đó; còn tro thì bị chôn vùi, vứt xuống sông hoặc dùng làm phân bón.
Các phòng hơi ngạt hoạt động hết công suất trong giai đoạn thảm sát người Do Thái Hungary từ tháng 4 đến tháng 7 năm 1944. Tuy là một đồng minh của Đức trong thế chiến thứ hai, Hungary đã không đồng ý chuyển giao người Do Thái cho tới khi Đức xâm chiếm quốc gia này vào tháng 3 năm đó. Một nhánh đường ray dẫn thẳng vào Birkenau được hoàn tất trong tháng 5 để đưa các nạn nhân đến gần phòng hơi ngạt hơn. Từ ngày 14 tháng 5 đến đầu tháng 7 năm 1944, Quốc xã đã trục xuất 437.000 người Do Thái Hungary, một nửa so với tổng số trước chiến tranh, đến Auschwitz; tỉ lệ đỉnh điểm đạt tầm 12.000 người/ngày. Lượng người đến quá lớn tới mức lính SS phải thiêu xác cả ở những hố ngoài trời cũng như trong lò thiêu. Lượt chọn lựa cuối cùng diễn ra vào ngày 30 tháng 10 năm 1944.

### Các thí nghiệm y khoa

Tử thi của Menachem Taffel, nhà buôn bơ sữa ở Berlin. Taffel bị trục xuất đến Auschwitz trong tháng 3 năm 1943 cùng vợ và con, hai người này bị hành quyết bằng khí độc khi tới trại. Taffel được chọn làm mẫu vật giải phẫu, ông bị chuyển đến trại Natzweiler-Struthof và hành quyết trong phòng hơi ngạt vào tháng 8 năm 1943.

Các bác sĩ Đức đã tiến hành nhiều thí nghiệm y khoa khác nhau trên cơ thể tù nhân tại Auschwitz. Bác sĩ SS thử nghiệm hiệu lực triệt sản của tia X đối với những tù nhân nữ. Carl Clauberg đã bơm hóa chất vào tử cung của phụ nữ trong nỗ lực làm chúng dính lại. Bayer, khi đó là công ty con của IG Farben, đã mua lại những tù nhân để dùng làm đối tượng nghiên cứu cho việc thử nghiệm những loại thuốc mới. Các tù nhân còn bị cố tình làm cho nhiễm sốt phát ban phục vụ nghiên cứu vắc-xin và cho tiếp xúc với những chất độc hại để xem xét hiệu ứng.
Bác sĩ khét tiếng nhất tại Auschwitz là Josef Mengele, biết đến với biệt danh "Thiên sứ của Quỷ thần". Mengele đặc biệt quan tâm tới việc nghiên cứu trên các cặp sinh đôi cùng trứng, dùng chúng làm đối tượng cho những thí nghiệm tàn độc như gây bệnh ở một đứa trẻ (trong một cặp) và giết đứa còn lại khi đứa kia đã chết để tiến hành [mổ] khám nghiệm so sánh. Mengele cố tình gây bệnh cam tẩu mã cho những cặp song sinh, người lùn (cũng là một đối tượng được quan tâm), và các tù nhân khác để nghiên cứu tác động.
Kurt Heissmeyer đã lấy 20 đứa trẻ Do Thái ở Auschwitz để sử dụng trong những thí nghiệm y khoa giả khoa học tại trại tập trung Neuengamme. Vào tháng 4 năm 1945, những đứa trẻ này bị giết bằng phương thức treo cổ nhằm che đậy dự án.
Một bộ sưu tập xương được thu thập từ trong số 115 tù nhân người Do Thái ở Auschwitz. Rudolf Brandt và Wolfram Sievers, tổng giám đốc Ahnenerbe (một viện nghiên cứu của Đức Quốc xã), chịu trách nhiệm về việc chuyển giao xương tới Viện Anatomy tại đại học Strasbourg ở vùng Grand Est thuộc lãnh thổ Pháp chiếm đóng. Việc thu thập được Himmler phê duyệt và thực hiện dưới sự chỉ đạo của August Hirt. Cuối cùng có 87 tù nhân được đưa đến trại Natzweiler-Struthof và hành quyết trong tháng 8 năm 1943. Sau này Brandt và Sievers đã bị kết án tại phiên tòa xử các bác sĩ (Doctors' trial) ở Nuremberg.

### Số người chết

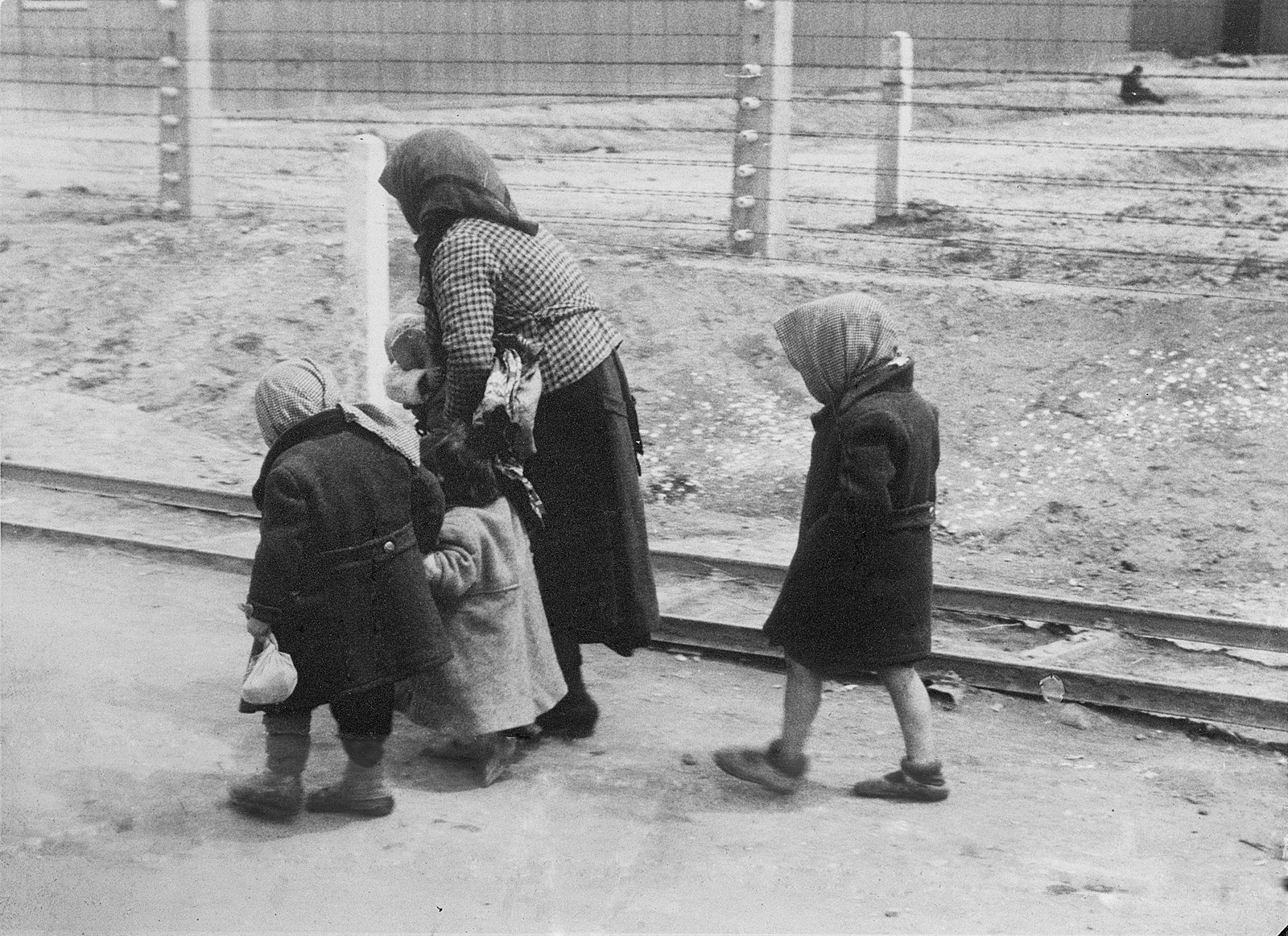
Những đứa trẻ người Do Thái Hungary và một phụ nữ cao tuổi trên đường đến phòng hơi ngạt tại Auschwitz-Birkenau (1944). Rất nhiều trẻ nhỏ, người già đã bị sát hại ngay lập tức khi tới trại và không được ghi chép lại.

Không dễ để xác định số nạn nhân thiệt mạng tại Auschwitz một cách chính xác bởi nhiều tù nhân không được ghi chép lại và đa phần chứng cớ đã bị SS tiêu hủy trong những tháng ngày cuối cùng của chiến tranh. Ngay từ năm 1942, Himmler đã tới thăm trại và ra lệnh rằng "mọi hố chôn tập thể để mở và những thi thể phải được thiêu. Ngoài ra tro phải vứt bỏ làm sao để trong tương lai không thể tính ra số lượng xác bị thiêu."
Chính quyền Liên Xô tuyên bố không lâu sau thời điểm giải phóng trại rằng bốn triệu người đã bị giết tại Auschwitz, con số mà nay được cho là phóng đại quá nhiều. Trong buổi chất vấn, Höss khai Adolf Eichmann đã bảo với ông ta rằng có 2,5 triệu người Do Thái đã bị giết trong các phòng hơi ngạt và thêm khoảng nửa triệu người nữa chết do những nguyên nhân khác. Về sau Höss viết: "Tôi cho rằng con số 2,5 triệu là quá cao. Lại còn vấn đề năng lực tàn sát của Auschwitz là hạn chế". Gerald Reitlinger trong cuốn sách The Final Solution 1953 ước tính số người bị giết là 800.000 đến 900.000, còn Raul Hilberg trong cuốn The Destruction of the European Jews 1961 ước tính số người Do Thái thiệt mạng tại Auschwitz tối đa là 1.000.000.
Vào năm 1983, học giả người Pháp George Wellers đã là một trong những người đầu tiên sử dụng dữ liệu của Đức về hoạt động trục xuất để ước tính số người bị sát hại tại Auschwitz; ông đi tới con số 1.471.595 người, trong đó có 1,35 triệu người Do Thái và 86.675 người Ba Lan. Một nghiên cứu lớn hơn do Franciszek Piper khởi xướng sử dụng thời gian biểu các chuyến tàu tới trại kết hợp với những sổ sách ghi chép về việc trục xuất để tính ra tổng số người chết ít nhất là 1,1 triệu trong đó 960.000 người là Do Thái, con số này đã được Bảo tàng Quốc gia Auschwitz-Birkenau chính thức chấp thuận vào thập niên 1990. Piper còn phát biểu thêm rằng tổng số người chết có thể đạt tới 1,5 triệu.
Xét theo quốc gia, số người Do Thái thiệt mạng tại Auschwitz nhiều nhất là từ Hungary với 438.000 người, kế đến là Ba Lan (300.000), Pháp (69.000), Hà Lan (60.000), và Hy Lạp (55.000). Chưa đến 1% số người Do Thái Liên Xô bị sát hại trong cuộc diệt chủng Holocaust là ở Auschwitz, do vào lúc mà hoạt động tàn sát tại Auschwitz đạt đỉnh điểm trong năm 1944 thì quân đội Đức đã và đang tiếp tục bị đẩy lùi khỏi lãnh thổ Liên Xô. Tính ra cứ 6 người Do Thái bị giết trong vụ Holocaust thì có một người là ở Auschwitz.
Các nhóm nạn nhân chủ yếu tiếp theo gồm những người Ba Lan không phải Do Thái với số thiệt mạng được cho là từ 70.000 đến 75.000 người, người Di-gan 21.000, tù binh chiến tranh Liên Xô 15.000, và người tới từ các quốc gia khác 10.000 đến 15.000. Có khoảng 400 tín hữu Nhân chứng Jehovah bị giam tại Auschwitz, trong đó ít nhất 152 người đã chết. Theo một ước tính thì có tầm 5.000 đến 15.000 người đồng tính nam bị giam cầm trong các trại tập trung, không rõ số bị chuyển tới Auschwitz là bao nhiêu, tuy nhiên tỉ lệ người đồng tính nam bị đưa đến trại thiệt mạng là 80%.

## Sự trốn chạy, kháng cự và hiểu biết của Đồng Minh về khu trại

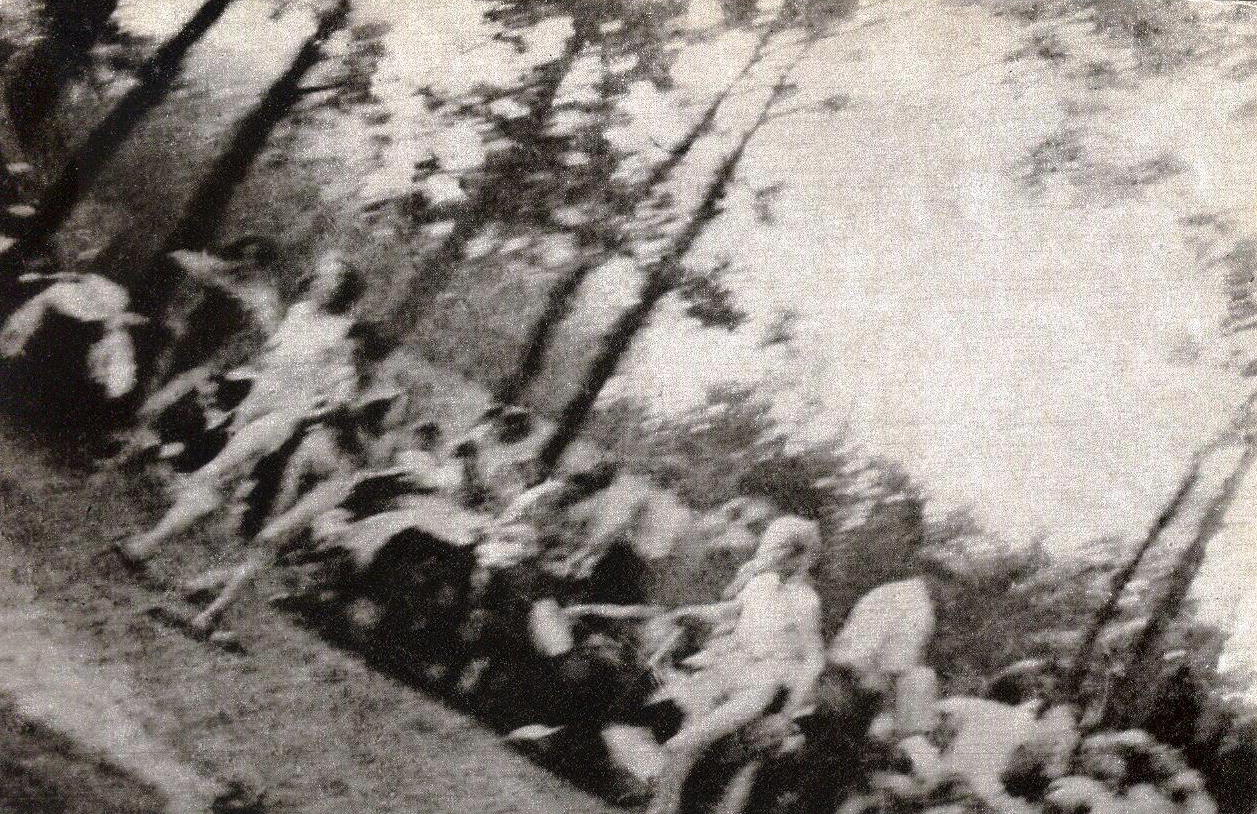
Những phụ nữ khỏa thân trên đường tới phòng hơi ngạt. Bức ảnh bí mật này do một thành viên Sonderkommando chụp lại

Các tù nhân tại một số thời điểm có thể truyền đạt thông tin từ trong trại ra ngoài thông qua thư từ và sóng vô tuyến (truyền thanh). Vào ngày 21 tháng 7 năm 1942, Chính phủ Ba Lan lưu vong ở London đã lần đầu thông báo về việc tù nhân bị hành quyết bằng khí độc. Tuy nhiên trong một thời gian dài, những thông tin này đã bị bác bỏ vì bị cho là thổi phồng hoặc không đáng tin.

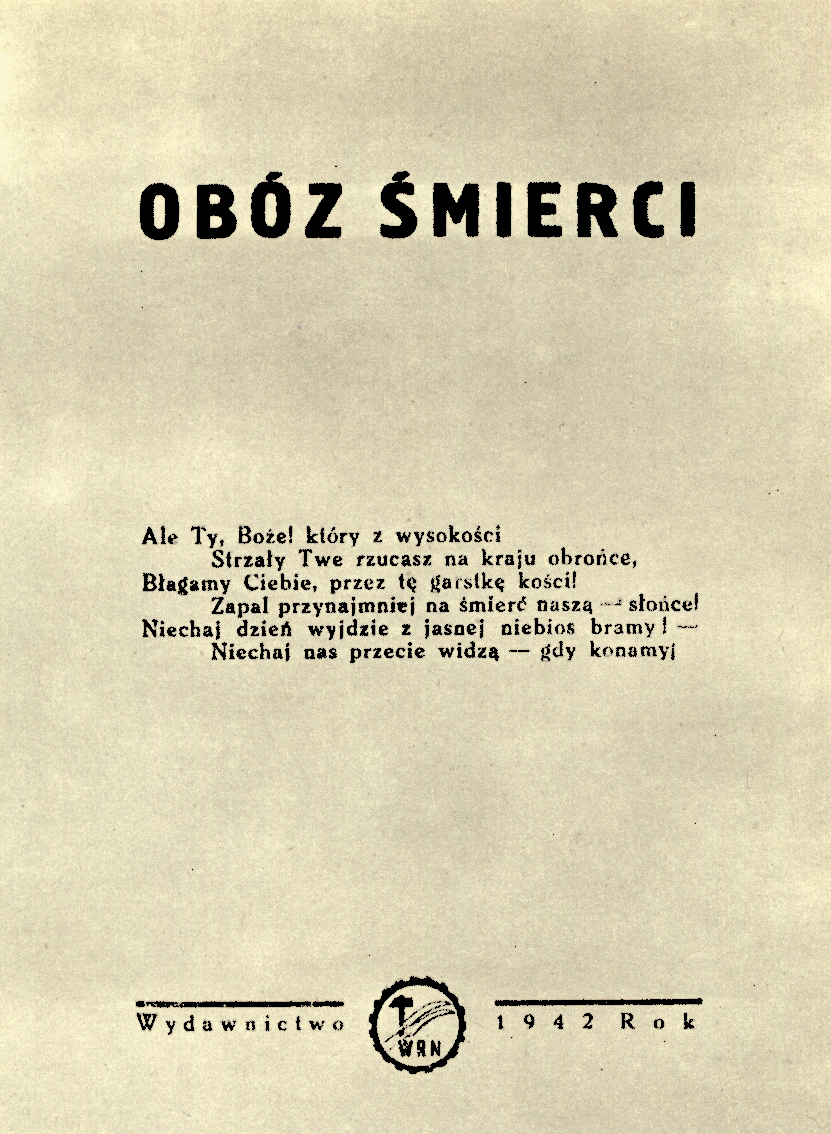
Bài phóng sự bí ẩn về "trại tử thần" Auschwitz của tác giả Natalia Zarembina, 1942.

Trong những năm 1940-1943, phe Đồng Minh cũng đã nắm bắt được các thông tin sẵn có liên quan tới Auschwitz nhờ những báo cáo thường xuyên và chính xác của đại úy người Ba Lan Witold Pilecki, thành viên của phong trào Armia Krajowa. Pilecki là người duy nhất tình nguyện chịu giam ở trại tập trung Auschwitz được biết đến. Ông đã ở đó trong 945 ngày, thu thập những chứng cớ về cuộc diệt chủng và thành lập một tổ chức kháng chiến tại trại gọi là Związek Organizacji Wojskowej (ZOW). Vào tháng 11 năm 1940 ông đã lén tuồn những tin tức đầu tiên ra ngoài thông qua một người tù được phóng thích. Cuối cùng Pilecki trốn thoát vào ngày 27 tháng 4 năm 1943, tuy nhiên bản báo cáo của ông về cuộc thảm sát hàng loạt cũng như những tin tức trước đó đã bị gạt bỏ như một sự thổi phồng của phe Đồng Minh, địch thủ của Đức.
Thông tin đầu tiên về trại tập trung Auschwitz được công bố vào mùa đông 1940-41 trên hai tờ báo Ba Lan Polska żyje và Biuletyn Informacyjny. Từ năm 1942 Biuro Informacji i Propagandy (Cục Thông tin và Tuyên truyền) của Armia Krajowa vùng Warsaw đã xuất bản một vài cuốn sách nhỏ căn cứ vào lời thuật lại của những người trốn thoát. Cuốn đầu tiên trong số đó là quyển hồi ký hư cấu "Oświęcim. Pamiętnik więźnia" ("Auschwitz: Nhật ký của một người tù") của tác giả Halina Krahelska xuất bản tại Warsaw vào tháng 4 năm 1942. Cùng năm 1942 còn có những cuốn sách khác được xuất bản như Auschwitz: obóz śmierci ("Auschwitz: trại tử thần") của Natalia Zarembina và W piekle ("Ở địa ngục") của Zofia Kossak-Szczucka, một nhà hoạt động xã hội, sáng lập viên của tổ chức bí mật Żegota, và tác giả người Ba Lan.
Vào năm 1943, Kampfgruppe Auschwitz (trực dịch: nhóm chiến đấu Auschwitz) được thành lập với mục đích tuồn ra ngoài thông tin về những điều đã xảy ra. Các Sonderkommando đã chôn những ghi chép xuống đất với hy vọng những người giải phóng trại sẽ tìm ra chúng. Nhóm này còn chụp và lén chuyển ra ngoài những tấm hình về các thi thể và hoạt động chuẩn bị cho cuộc thảm sát hàng loạt giữa năm 1944.
Thái độ của Đồng Minh thay đổi sau bản báo cáo Vrba–Wetzler chi tiết dày 40 trang. Tác giả của nó là hai tù nhân người Do Thái đã trốn thoát khỏi trại vào ngày 7 tháng 4 năm 1944, Rudolf Vrba và Alfréd Wetzler. Cuối cùng thì bản báo cáo này cũng thuyết phục được các lãnh đạo của Đồng Minh, làm họ tin rằng những vụ thảm sát đang diễn ra ở Auschwitz. Nhà ngoại giao George Mantello đã phát đi thông tin chi tiết tới báo chí Thụy Sĩ; và tờ The New York Times cũng cho đăng những nội dung này vào ngày 6 tháng 6. Kế hoạch Auschwitz khởi nguồn từ chính phủ Ba Lan được để nghị tới Bộ Ngoại giao Vương quốc Anh trong tháng 8 năm 1944.
Các tổ chức của người Do Thái đã phát động và nâng tầm một chiến dịch xuất phát với lời cầu khẩn của thầy đạo người [Do Thái] Slovakia Chaim Michael Dov Weissmandl nhằm thuyết phục quân Đồng Minh ném bom Auschwitz hoặc các tuyến đường ray dẫn tới trại. Thủ tướng Anh Winston Churchill từng có thời điểm ra lệnh chuẩn bị một kế hoạch như vậy, nhưng ông đã được cho biết rằng việc ném bom để giải phóng tù nhân hay phá hoại tuyến đường ray là khó có thể thực hiện một cách chính xác, hay không có tính khả thi.
Vào năm 1978, nhà sử học David S. Wyman đã công bố một bài tiểu luận có tựa "Why Auschwitz Was Never Bombed" ("Tại sao Auschwitz không bị ném bom"), ông cho rằng Không quân Hoa Kỳ có năng lực tấn công Auschwitz và họ cần phải làm vậy. Các cuốn sách của Bernard Wasserstein và Martin Gilbert cũng nêu lên vấn đề tương tự đối với Anh. Kể từ thập niên 1990, các nhà sử học khác đã phản biện rằng việc ném bom là chưa đủ tính đúng đắn. Cho đến nay đây vẫn còn là một vấn đề gây tranh cãi.

### Những nỗ lực trốn chạy mang tính cá nhân
Có ít nhất 802 tù nhân đã cố gắng đào thoát khỏi Auschwitz, đa phần là những lao động Liên Xô hay Ba Lan bỏ trốn từ những điểm làm việc ở ngoài trại; trong đó 144 người đã thành công, 331 người không rõ số phận. Một biện pháp trừng phạt phổ biển dành cho những kẻ đào tẩu là bỏ đói cho đến chết; đôi khi người thân của kẻ chạy thoát sẽ bị bắt giam ở Auschwitz và việc làm này được đem ra để răn đe những người khác. Lính SS sẽ chọn lấy ngẫu nhiên 10 tù nhân và để họ chết đói nếu có ai đó chạy thoát.
Vào ngày 20 tháng 6 năm 1942, bốn tù nhân người Ba Lan: Eugeniusz Bendera (thợ cơ khí tại trại), Kazimierz Piechowski, Stanisław Gustaw Jaster, và Józef Lempart đã thực hiện một cuộc đào thoát táo bạo khỏi Auschwitz. Sau khi đột nhập vào một kho chứa, họ đã cải trang thành thành viên của SS-Totenkopfverbände (các đơn vị SS phụ trách trại tập trung), trang bị vũ khí và lấy cắp một chiếc xe của cán bộ SS, rồi từ đó lái xe thẳng qua cổng chính mà không gặp trở ngại.
Vào ngày 24 tháng 6 năm 1944, Mala Zimetbaum, một phụ nữ Do Thái Bỉ-Ba Lan, đã bỏ trốn cùng bạn trai người Ba Lan của cô, Edek Galiński. Về sau họ bị SS bắt lại, tra tấn và hành quyết. Ngày 21 tháng 7 năm 1944, Jerzy Bielecki với bộ đồng phục SS và giấy phép giả đã vượt qua cánh cổng trại cùng bạn gái người Do Thái có tên Cyla. Cả hai đều sống sót qua cuộc chiến.

### Cuộc nổi dậy ở Birkenau

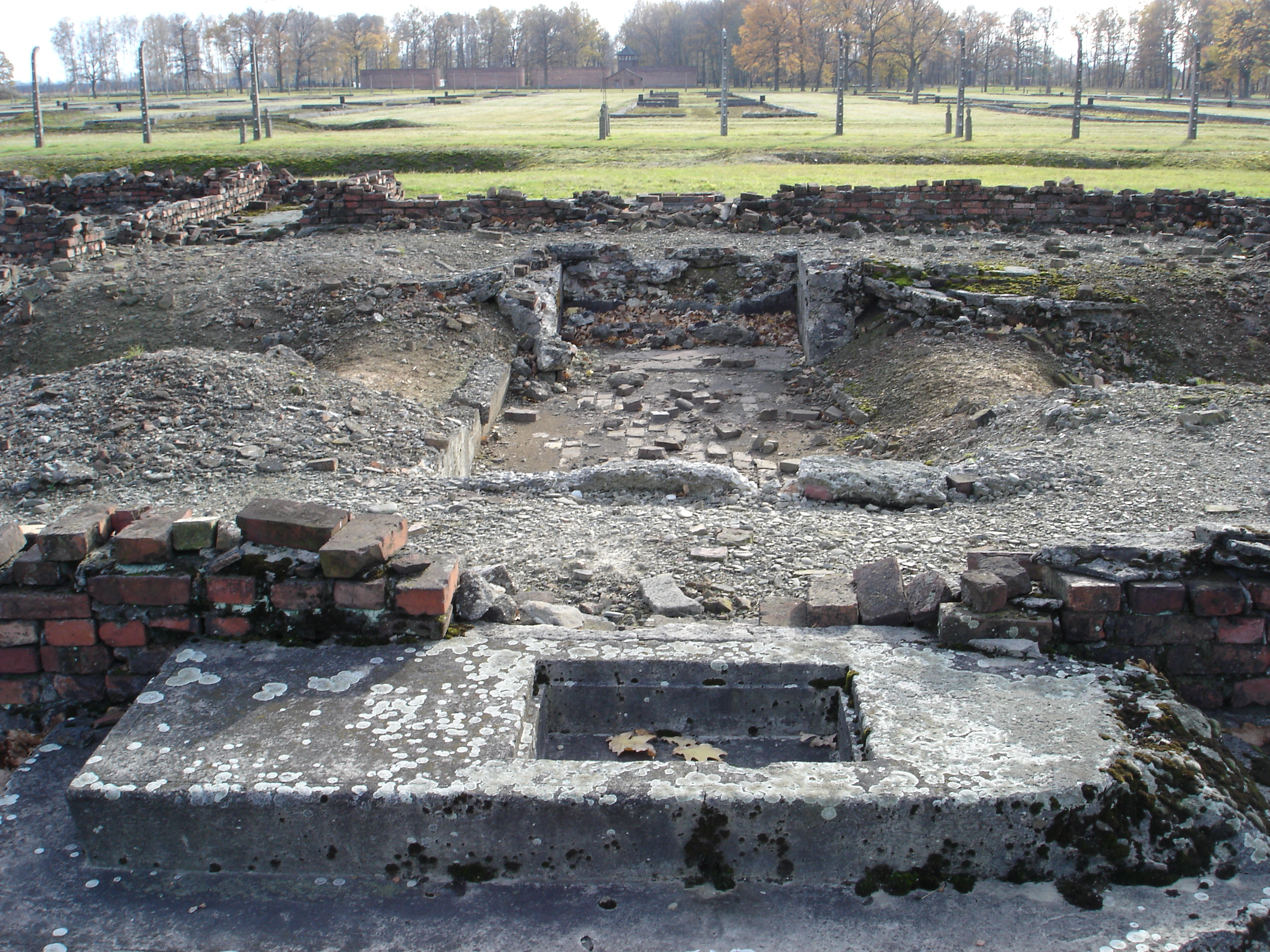
Tàn tích của nhà thiêu IV. Tòa nhà bị phá hủy trong cuộc nổi dậy của Sonderkommando vào ngày 7 tháng 10 năm 1944

Các đơn vị Sonderkommando đã nhận thức được rằng với vai trò là người chứng kiến việc tàn sát (nhân chứng), họ rồi cuối cùng cũng sẽ bị giết để che đậy những tội ác. Vào ngày 7 tháng 10 năm 1944, Sonderkommando thuộc Kommando III của Birkenau đã tiến hành nổi dậy sau thông báo rằng một nhóm trong số họ sẽ được chọn để "chuyển đến trại khác" — một trò lừa đảo quen thuộc của Quốc xã nhằm bưng bít việc sát hại tù nhân. Sonderkommando đã dùng đá, rìu, và lựu đạn tạm bợ tấn công lính SS. Vào lúc mà SS dùng súng máy đáp trả những tù nhân ở nhà thiêu IV, Sonderkommando ở nhà thiêu II cũng nổi dậy, một số người tìm cách chạy trốn. Cuộc nổi dậy bị đàn áp khi màn đêm buông xuống.
Kết cục có ba lính canh SS bị giết — một trong số đó bị các tù nhân thiêu sống trong lò thiêu của nhà thiêu II — và 250 Sonderkommando thiệt mạng. Hàng trăm tù nhân dù chạy thoát nhưng đã sớm bị bắt lại và xử tử cùng một nhóm người tham gia vào cuộc nổi dậy. Nhà thiêu IV bị phá hủy trong cuộc giao tranh, và một nhóm tù nhân ở phòng hơi ngạt của nhà thiêu V đã được tha trong sự hỗn loạn.

## Di sản
Kể từ ngày giải phóng, Auschwitz đã trở thành biểu tượng chủ đạo của Holocaust. Theo nhà sử học Timothy D. Snyder, nhận định này đến từ số nạn nhân thiệt mạng cao cùng "sự kết hợp khác thường giữa tổ hợp trại công nghiệp và cơ sở giết người", nó để lại số bằng chứng vượt xa so với những cơ sở chỉ có một mục đích đơn thuần là tàn sát như Chełmno hay Treblinka. Vào ngày 27 tháng 1, Đại Hội đồng Liên Hợp Quốc đã chọn ngày giải phóng trại 27 tháng 1 làm ngày tưởng niệm Holocaust quốc tế (International Holocaust Remembrance Day). Trong bài phát biểu tại lễ kỷ niệm 50 năm ngày giải phóng, thủ tướng Đức Helmut Kohl đã mô tả Auschwitz là "chương đen tối và khủng khiếp nhất trong lịch sử nước Đức".
Tác gia Levi trong cuốn If This Is a Man đã nêu lên rằng các trại tập trung tượng trưng cho hình ảnh thu nhỏ của hệ thống toàn trị. Ông cùng với Elie Wiesel và Tadeusz Borowski là những người viết hồi ký về Auschwitz đáng chú ý.
Chuyên gia tâm thần học Viktor Frankl đã thuật lại trải nghiệm của ông ở Auschwitz một cách chân thực và chi tiết trong cuốn Man's Search for Meaning (1946). Là một tác phẩm hiện sinh nổi tiếng, cuốn sách đã chứng minh mỗi cá nhân có thể tìm thấy mục đích của riêng mình kể cả trong nỗi đau khổ lớn lao và ý nghĩa của mục đích duy trì cuộc sống của họ. Một tác giả khác cũng viết về những tháng ngày bị giam cầm ở Auschwitz là Wiesel với cuốn Night (1960) và một vài tác phẩm khác. Wiesel đã trở thành một phát ngôn viên chống bạo lực sắc tộc xuất sắc và được trao giải Nobel hòa bình vào năm 1986.
Simone Veil, một người tù Auschwitz sống sót, đã được bầu làm chủ tịch nghị viện châu Âu giai đoạn 1979–82. Có hai nạn nhân Auschwitz mà sau này đã được phong thánh trong Giáo hội Công giáo Rôma đó là Maximilian Kolbe, một tư tế tình nguyện chết đói thay một người lạ, và Edith Stein, một người Do Thái cải đạo Công giáo.

### Bảo tàng Quốc gia Auschwitz-Birkenau

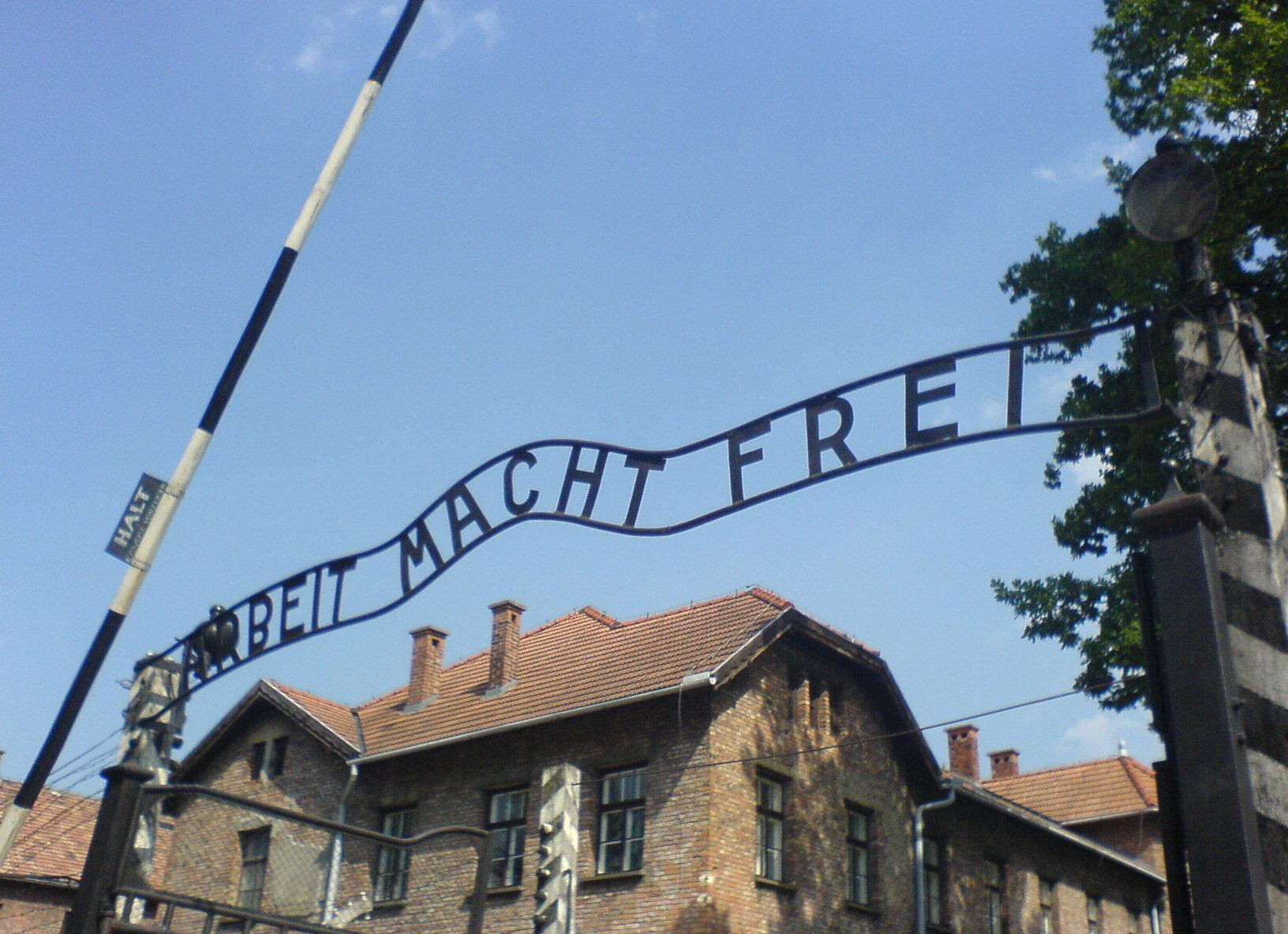
Dòng chữ Arbeit macht frei, Auschwitz I

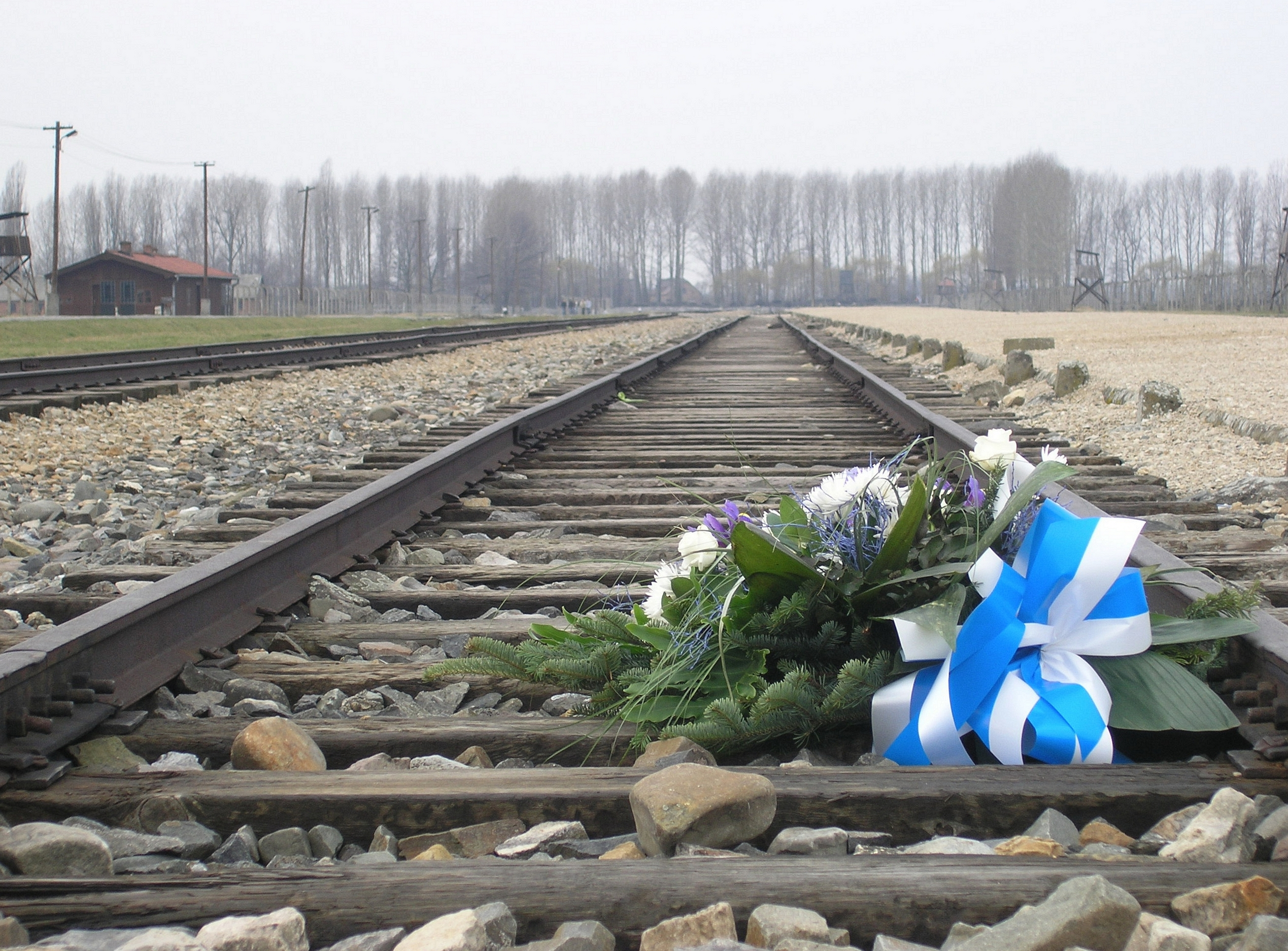
Một đóa hoa được đặt trên đường ray ở Auschwitz II-Birkenau để tưởng nhớ các nạn nhân.

Vào ngày 2 tháng 7 năm 1947, chính phủ Ba Lan thông qua đạo luật thiết lập một công trình tưởng niệm dành cho những nạn nhân của chủ nghĩa Quốc xã tại vị trí của Auschwitz. Một cuộc triển lãm đã mở cửa trưng bày các bức ảnh chân dung của tù nhân; tóc, vali, và giày lấy từ những người tù bị sát hại; hộp đựng những viên Zyklon B; và các vật dụng khác liên quan đến vụ tàn sát trong năm 1955. Năm 1979, UNESCO công nhận Auschwitz là di sản thế giới. Trong năm 2011, bảo tàng thu hút 1.400.000 khách tham quan.
Giáo hoàng John Paul II đã cử hành thánh lễ trên đoạn đường ray dẫn tới trại vào ngày 7 tháng 6 năm 1979. Những tranh cãi đã nổ ra trong những thập kỷ tiếp theo về việc dựng lên một chữ thập lớn mà ban đầu được sử dụng trong thánh lễ của giáo hoàng. Một nhóm nữ tu dòng Cát Minh phản đối cái mà họ cho là Cơ đốc hóa khu vực này, trong khi những người khác phản biện rằng sự hiện diện của chữ thập như một cách ghi nhận những nạn nhân Công giáo của trại.
Vào ngày 4 tháng 9 năm 2003, ba chiếc F-15 Eagle của Không quân Israel đã bay phía trên Auschwitz trong một nghi lễ diễn ra tại trại ở phía dưới. Chỉ huy màn bay là thiếu tướng Amir Eshel, con trai những nạn nhân Holocaust sống sót. Vào ngày 27 tháng 1 năm 2015, khoảng 300 cựu tù nhân Auschwitz sống sót và các khách mời khác đã tụ họp dưới một chiếc lều khổng lồ tại lối vào Auschwitz II Birkenau để kỷ niệm 70 năm ngày giải phóng trại. Trong số những người đến dự có chủ tịch Hội đồng Do Thái Thế giới Ronald Lauder, đạo diễn phim Steven Spielberg, và một số nhà lãnh đạo trên thế giới như tổng thống Ba Lan Bronisław Komorowski và vua Willem-Alexander của Hà Lan. Vì những người sống sót còn lại sẽ dần qua đời theo thời gian, số người tham dự sự kiện này ít có khả năng thấp hơn những lễ kỷ niệm lớn khác trong tương lai. Các hoạt động tưởng niệm cũng diễn ra tại Yad Vashem ở Israel, trại tập trung Theresienstadt, Berlin và Moscow.
Các nhà quản lý bảo tàng đã ghi nhận việc một số khách tham quan cố gắng lấy đi những hiện vật làm quà lưu niệm, một hành động bị nghiêm cấm và thường dẫn tới sự buộc tội. Vào ngày 22 tháng 6 năm 2015, hai người Anh đã bị kết tội trộm cắp vì lấy đi những chiếc cúc quần áo và mảnh vỡ thủy tinh trang trí họ tìm thấy trên mặt đất gần nơi lưu giữ những tài sản cá nhân của người tù. Cả hai đều 17 tuổi, nhận án treo và bị phạt 170 £ (bảng Anh). Phía bảo tàng cho biết những vụ trộm tương tự xảy ra từ một đến hai lần mỗi năm.

## Trích dẫn
1. ↑  Rees 2005, tr. 298.
2. 1 2 3  Snyder 2010, tr. 383.
3. 1 2  Hoare 2015.
4. ↑  Longerich 2010, tr. 38–39.
5. ↑  Longerich 2010, tr. 67–69.
6. ↑  Longerich 2010, tr. 41.
7. ↑  Kershaw 2008, tr. 346.
8. ↑  Evans 2005, tr. 544.
9. ↑  Longerich 2010, tr. 127.
10. ↑  Evans 2005, tr. 555.
11. ↑  Evans 2005, tr. 7.
12. ↑  Longerich 2010, tr. 132.
13. ↑  Longerich 2010, tr. 144.
14. ↑  Evans 2008, tr. 15.
15. ↑  Longerich 2012, tr. 430–432.
16. ↑  Longerich 2010, tr. 148–149.
17. ↑  Dwork & van Pelt 2002, tr. 166.
18. 1 2 3  Gutman 1994, tr. 10, 16.
19. ↑  Steinbacher 2005, tr. 22–23.
20. ↑  Oswiecim 60th Anniversary.
21. ↑  Steinbacher 2005, tr. 63.
22. ↑  Steinbacher 2005, tr. 72.
23. ↑  Steinbacher 2005, tr. 67, 69.
24. ↑  Steinbacher 2005, tr. 73.
25. ↑  Nagorski 1995.
26. ↑  Steinbacher 2005, tr. 27.
27. ↑  Rees 2005, tr. 9.
28. ↑  Longerich 2010, tr. 260–262, 264–265, 270.
29. ↑  Steinbacher 2005, tr. 89.
30. 1 2 3 4  Steinbacher 2005, tr. 94.
31. ↑  Longerich 2010, tr. 282–283.
32. ↑  BBC Television 2005.
33. ↑  Rees 2005, tr. 96–97, 101.
34. ↑  Piper 1994c, tr. 161.
35. ↑  Steinbacher 2005, tr. 98.
36. ↑  Steinbacher 2005, tr. 106.
37. ↑  Steinbacher 2005, tr. 100–101.
38. ↑  Rees 2005, tr. 168–169.
39. ↑  Barth 2005, tr. 122.
40. ↑  Longerich 2012, tr. 670.
41. 1 2  Rees 2005, tr. 248.
42. 1 2  Steinbacher 2005, tr. 110.
43. 1 2  Steinbacher 2005, tr. 111.
44. 1 2  Rees 2005, tr. 251.
45. ↑  Hancock 1997, tr. 339.
46. ↑  Steinbacher 2005, tr. 45.
47. ↑  Hilberg 1994, tr. 81–82.
48. ↑  Steinbacher 2005, tr. 49.
49. ↑  Hilberg 1994, tr. 82.
50. ↑  Steinbacher 2005, tr. 51.
51. ↑  Steinbacher 2005, tr. 51, 53, 55.
52. 1 2  Steinbacher 2005, tr. 52.
53. 1 2 3  Steinbacher 2005, tr. 53.
54. 1 2  Steinbacher 2005, tr. 57.
55. 1 2  Steinbacher 2005, tr. 56.
56. ↑  Krakowski 1994, tr. 57.
57. ↑  Steinbacher 2005, tr. 129.
58. ↑  Gutman 1994, tr. 17–18.
59. 1 2  Gutman 1994, tr. 18.
60. ↑  Piper 1994a, tr. 45.
61. ↑  Steinbacher 2005, tr. 58.
62. ↑  Gutman 1994, tr. 17.
63. ↑  Steinbacher 2005, tr. 123–124.
64. ↑  Steinbacher 2005, tr. 126–127.
65. ↑  Friedlander 2009, tr. 648.
66. ↑  Steinbacher 2005, tr. 125–126.
67. ↑  Rees 2005, tr. 265.
68. ↑  Steinbacher 2005, tr. 128.
69. ↑  Rees 2005, tr. 261–262.
70. ↑  Norin 2015.
71. 1 2  Steinbacher 2005, tr. 130.
72. ↑  Strzelecki, Liberation.
73. ↑  Rees 2005, tr. 293.
74. 1 2  Rees 2005, tr. 294.
75. ↑  Steinbacher 2005, tr. 131.
76. 1 2  Steinbacher 2005, tr. 132.
77. ↑  CBS News 2012.
78. 1 2  Steinbacher 2005, tr. 138–139.
79. ↑  Rees 2005, tr. 289–291.
80. ↑  Rees 2005, tr. 295–296.
81. ↑  Steinbacher 2005, tr. 140.
82. ↑  Steinbacher 2005, tr. 146–149.
83. ↑  Evans 2008, tr. 744.
84. ↑  Evans 2008, tr. 503.
85. ↑  Steinbacher 2005, tr. 40.
86. 1 2  Rees 2005, tr. 134.
87. 1 2  Steinbacher 2005, tr. 40–41.
88. ↑  Guterman 2008, tr. 28.
89. ↑  Friedlander 2009, tr. 509.
90. ↑  Rees 2005, tr. 158.
91. ↑  Rees 2005, tr. 160.
92. ↑  Rees 2005, tr. 7.
93. ↑  Steinbacher 2005, tr. 35–36.
94. ↑  Wittmann 2003, tr. 519–520.
95. ↑  Nyiszli 2011, tr. 41, 70.
96. ↑  Steinbacher 2005, tr. 102.
97. ↑  Rees 2005, tr. 290.
98. ↑  Friedlander 2009, tr. 307–308.
99. ↑  Nyiszli 2011, tr. 41.
100. ↑  Steinbacher 2005, tr. 103–104.
101. ↑  Nyiszli 2011, tr. 25–26.
102. 1 2  Steinbacher 2005, tr. 33.
103. ↑  Nyiszli 2011, tr. 26.
104. ↑  Nyiszli 2011, tr. 27.
105. 1 2  Gutman 1994, tr. 20–21.
106. 1 2  Gutman 1994, tr. 21.
107. 1 2  Steinbacher 2005, tr. 34.
108. ↑  Nyiszli 2011, tr. 25.
109. ↑  Steinbacher 2005, tr. 31.
110. ↑  Gutman 1994, tr. 20.
111. ↑  Steinbacher 2005, tr. 91.
112. ↑  Steinbacher 2005, tr. 35.
113. ↑  Nyiszli 2011, tr. 57, 102.
114. ↑  Lachendro, Punishments and executions.
115. ↑  Rees 2005, tr. 26.
116. ↑  Kadar & Vagi 2004, tr. 125.
117. ↑  Browning 2004, tr. 315.
118. ↑  Snyder 2010, tr. 416.
119. ↑  Snyder 2010, tr. 162–163, 416.
120. ↑  Longerich 2012, tr. 555–556.
121. ↑  Evans 2008, tr. 256–257.
122. ↑  Longerich 2010, tr. 279–280.
123. ↑  Steinbacher 2005, tr. 88.
124. 1 2  Piper 1994c, tr. 158–159.
125. ↑  Piper 1994c, tr. 160.
126. ↑  Piper 1994c, tr. 159.
127. ↑  Dwork & van Pelt 1997, tr. 364.
128. ↑  Young 2009, tr. 56.
129. 1 2  Piper 1994c, tr. 174.
130. ↑  Piper 1994c, tr. 175.
131. ↑  Steinbacher 2005, tr. 104–105.
132. ↑  Rees 2005, tr. 100.
133. ↑  Steinbacher 2005, tr. 109.
134. ↑  Levy 2006, tr. 235–237.
135. ↑  Rees 2005, tr. 127.
136. ↑  Piper 1994c, tr. 169.
137. ↑  Rees 2005, tr. 172–175.
138. ↑  Piper 1994c, tr. 169–170.
139. ↑  Piper 1994c, tr. 162.
140. 1 2  Piper 1994c, tr. 170.
141. ↑  Lifton & Hackett 1994, tr. 304.
142. ↑  Rees 2005, tr. 83.
143. 1 2  Piper 1994c, tr. 171.
144. ↑  Longerich 2010, tr. 407.
145. ↑  Hellman, Meier & Klarsfeld 1981, tr. viii.
146. ↑  Longerich 2010, tr. 408.
147. ↑  Dwork & van Pelt 1997, tr. 337–343.
148. ↑  Rees 2005, tr. 178–179.
149. ↑  Steinbacher 2005, tr. 114–115.
150. ↑  Rees 2005, tr. 180–182.
151. ↑  Steinbacher 2005, tr. 114.
152. ↑  Nuremberg Trial 1946.
153. ↑  Spitz 2005, tr. 232–234.
154. 1 2  Steinbacher 2005, tr. 133–134.
155. ↑  Friedlander 2009, tr. 404.
156. ↑  Steinbacher 2005, tr. 132–133.
157. ↑  Steinbacher 2005, tr. 133.
158. ↑  Höss 2000, tr. 193–194.
159. ↑  Reitlinger 1953, tr. 499.
160. ↑  Hilberg 1961, tr. 958.
161. ↑  Piper 1994b, tr. 67.
162. ↑  Piper 1994b, tr. 71–72.
163. 1 2  Steinbacher 2005, tr. 136.
164. 1 2  Steinbacher 2005, tr. 134.
165. ↑  Snyder 2010, tr. 275.
166. ↑  Wontor-Cichy, Jehovah's Witnesses.
167. ↑  Steinbacher 2005, tr. 116.
168. 1 2  Davies 1996, tr. 1023.
169. ↑  Pilecki biography.
170. ↑  Lewis 1999, tr. 391.
171. ↑  Bartoszewski 1970, tr. 123.
172. ↑  Krahelska 1985.
173. ↑  Zarembina 2008.
174. ↑  Kossak-Szczucka 1942.
175. ↑  Mais, Engel & Fogelman 2007, tr. 73.
176. ↑  Nyiszli 2011, tr. 124.
177. 1 2 3  Steinbacher 2005, tr. 121.
178. ↑  Linn 2006.
179. ↑  Kárný 1994, tr. 561.
180. ↑  UK National Archives.
181. ↑  Kitchens 2000, tr. 80–81.
182. ↑  Biddle 2000, tr. 35.
183. 1 2  Neufeld 2000, tr. 1–2.
184. ↑  Neufeld 2000, tr. 4–5, 9–10.
185. ↑  Swiebocki, The resistance movement.
186. ↑  Sixty-Third Anniversary 2005.
187. ↑  Rees 2005, tr. 141.
188. ↑  Zawadzki 2012.
189. ↑  Piechowski, Kłodecka-Kaczyńska & Ziółkowski 2003, tr. 99.
190. ↑  Rees 2005, tr. 144–145.
191. ↑  Gilbert 1987, tr. 695–697.
192. ↑  Stahl, JFR.
193. 1 2  Friedlander 2009, tr. 581.
194. 1 2 3  Steinbacher 2005, tr. 120.
195. 1 2 3 4  Rees 2005, tr. 257.
196. ↑  Snyder 2010, tr. 382–383.
197. ↑  International Holocaust Remembrance Day 2013.
198. ↑  The Independent 1995.
199. ↑  Gutman 1994, tr. 5.
200. ↑  Langer 1991, tr. 43.
201. ↑  Woolf 2002.
202. ↑  Norwegian Nobel Committee 1986.
203. ↑  Women in World History 2002.
204. ↑  Boston Globe 2005.
205. ↑  Permanent exhibition – Auschwitz I.
206. ↑  UNESCO, World Heritage List.
207. ↑  Number of visitors.
208. ↑  Carroll 2002.
209. ↑  Katz 2008.
210. ↑  BBC News 2015.
211. ↑  BBC News 2015a.